# 武汉大学
武汉大学（英語：Wuhan University），简称武大，是一所位於中国大陆湖北省武汉市武昌区的副部级科研型綜合大學。
学缘可以追溯到清末，现官方以1893年创立的自强学堂为办学起点。1913年为六大国立高师之一的国立武昌高等师范学校，1923年更名为国立武昌师范大学，1924年更名为国立武昌大学，1926年合并组建国立武昌中山大学，于1928年正式定名国立武汉大学。1949年更名为武汉大学，2000年8月2日合并组建新的武汉大学。学校坐拥珞珈山东湖南岸风景区一线，占地面积5178亩，建筑面积258万平方米。
武汉大学是中华人民共和国排名前列的高校之一，現時屬於「美國新聞與世界報道世界百強大學」及「軟科世界百強大學」，是“双一流A类”和“985工程”、“211工程”重点建设大学，学科覆盖文、史、哲、经、管、法、理、工、农、医、教、艺以及交叉学科共13个门类。

## 历史

### 学缘前身
武汉大学较为明确的始源是国民政府于1913年建立的武昌高师，当时在原自强学堂和方言学堂的部分校舍上重建。与湖广总督张之洞1893年建立的自强学堂之间是否具有师资、生源的公开继承关系，存在争议。
曾昭安認為，武漢大學近代前身可以追溯到清末張之洞創辦的兩湖書院，最早可以追溯到明代萬曆年間葛寅亮創辦的江漢書院。

### 民國以前
湖北武汉较早的新式学堂有时任湖广总督的张之洞创建于1890年（清光绪十六年）的两湖书院和1893年（清光绪十九年）的自强学堂。1902年，自强学堂更名为方言学堂；两湖书院和江汉书院（最早可以追溯到明代萬曆年間葛寅亮創辦的江漢書院）、经心书院合并，改为两湖大学堂。1904年，按《奏定学堂章程》，两湖大学堂改名两湖文高等学堂。1906年，再次改名两湖总师范学堂。辛亥革命时，方言学堂和两湖总师范学堂停办；民国成立后，在湖北武昌重建高等教育，武昌高等师范学校在武昌军官学校校址即原方言学堂旧址成立，继承了武昌办学较早的新式学堂两湖书院和自强学堂的一些师资力量。然而武昌高等师范学校与自强学堂之间，是否存在传承关系，有巨大争议。
武汉大学在民国初年为国立武昌高等师范学校，校址在当时开办武昌高师前为武昌军官学校，更早以前是清末停办的方言学堂的旧址。1946年12月4日的《武汉日报》记载时任国立武汉大学代理校长的刘秉麟在“新生训练周”讲话称：“武大的前身最早为湖北方言学堂，高等师范学校...”，这是武大非正式地将自强学堂当作前身的最早记载。中华人民共和国建立后，校方在1992年前以民国2年（1913年）建立的武昌高等师范学校为起源举行校庆，1993年后正式以清末1893年建立的自强学堂为起源举行校庆。武大校方将自强学堂作为办学源头存在争议。

### 中华民国

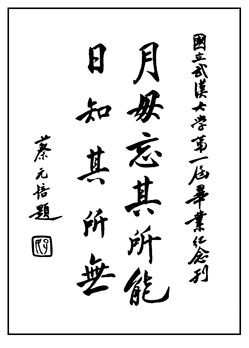
蔡元培为《国立武汉大学第一届毕业生纪念刊》题词

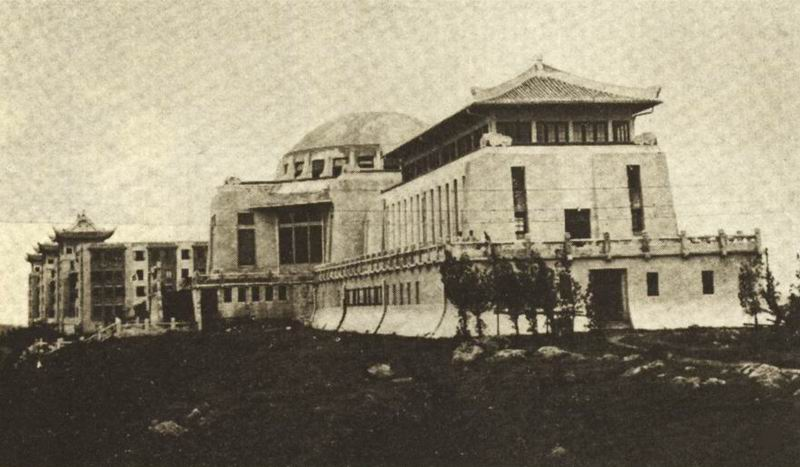
武汉大学

北洋政府教育部成立后，规划在全国设立六所高等师范学校，1913年成立国立武昌高等师范学校。1923年9月，国立武昌高等师范学校改名国立武昌师范大学。1924年9月，国立武昌师范大学改名国立武昌大学。1926年，国立武昌大学与国立武昌商科大学、湖北省立医科大学、湖北省立法科大学、湖北省立文科大学、私立武昌中华大学等合并为国立武昌中山大学（又称国立第二中山大学），设有大学部和文、理、法、经、医、预6科、17个系、2个部。
1928年，南京国民政府以原国立武昌中山大学为基础，改建国立武汉大学，下设文、法、理、工4个学院。1929年2月，法学家王世杰成为国立武汉大学首位正式校长。他认为国立武汉大学不能满足于现有的4大学院，提出要把学校办成拥有文、法、理、工、农、医6大学院的万人大学。1930年3月，国立武汉大学新校舍一期工程正式开工。1932年3月，学校由东厂口迁入珞珈山新校舍。1935年，学校开办研究生教育。1936年，学校成立农学院，从而发展成为有文、法、理、工、农5个学院15个系2个研究所的综合大学。
1937年，国立武汉大学与国立北京大学、国立清华大学、国立中央大学和国立浙江大学统一进行招生考试。同年7月7日，日军在北平西南的卢沟桥附近发动七七事变，揭开了日本全面侵华战争的序幕。此后上海、南京相继被日军占领，武汉成为中国的战时首都，国共两党大量政治军事人士云集珞珈山校园指挥对日抗战。1938年，因日军攻打华中地区，国立武汉大学被迫西迁四川乐山继续办学，农学院并入国立中央大学。武汉沦陷后，日军将武大校园辟为其中原司令部。
武大西迁乐山八年，官方名称为“国立武汉大学嘉定分部”，以乐山文庙为本部，分散城内各处办学，虽然因陋就简，但条件在西迁各国立大学中已属上乘，当时在武大任教的叶圣陶即认为：“以视重庆之中大与复旦，宽舒多矣。”在乐山办学期间，学校仍然坚持了较高的学术标准，其中具有国际影响力的研究成果如高尚荫于1939年发现的中华桃花水母，其研究简报于《科学》上发表后，直到2009年仍有引用。李约瑟在1943年5月底访问国立武汉大学后，在《川西的科学》一文中亦赞许：“武汉大学学术水平非常之高，甚至可与国立西南联大相媲美，这是毫无疑问的。”
1945年8月15日，日本宣布无条件投降。同年9月1日，国立武汉大学成立复校委员会，1946年10月，学校迁回武昌珞珈山，恢复农学院。1947年，学校设立医学院及其附属医院，形成了文、法、理、工、农、医6大学院21个系8个研究所。
1948年，英国牛津大学致函国民政府教育部，确认包括国立北京大学、国立清华大学 、国立武汉大学、国立中央大学、国立浙江大学、私立南开大学以及协和医学院的文理科学士毕业生成绩平均在八十分以上者，享有“牛津之高级生地位”。

### 中华人民共和国

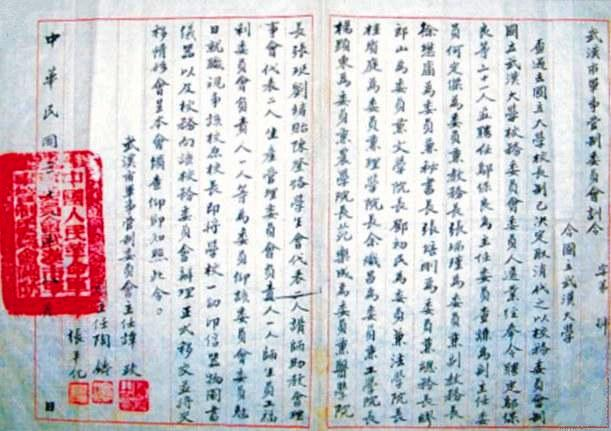
中国共产党接管国立武汉大学的文告

1949年，国立武汉大学被中国共产党接管并更名为武汉大学，得以继续办学。1950年代初期中国大陆高校之间进行大规模的院系调整，武大工科、农科、医科独立或并入其他高校，1958年武汉大学法律系又并入省属湖北大学，老武大成为文理科综合大学，是院系调整中的“五大母校”之一。1960年武汉大学和武汉水利电力学院成为全国重点大学。1966年文化大革命爆发后，武大大批学者受到不同程度的迫害，自1952年起担任武大校长的马克思主义哲学家和教育家、中国共产党的创始人之一李达更是于当年被迫害致死，导致武大在此后14年间没有校长。
1978年，武汉大学、武汉水利电力学院和武汉测绘学院都成为全国重点大学。1980年5月，武汉大学与法国政府代表团在武汉签署《会谈纪要》，武汉大学成为当时与法国同行合作的唯一指定院校。由此武汉大学展開与法國教育机构和组织的合作交流。1981年7月，刘道玉担任武大校长，在校内推行一系列教学和管理体制改革措施，大力开展与世界著名大学合作交流，使武大迎来了1949年后的第一个快速发展期。 然而，由于其改革被认为过于激进，1988年4月，刘道玉被免职。
1993年，武汉大学把校史追溯到1893年，“跨越式”地举行百年校庆。而在十年前，武汉大学庆祝的是70周年校庆。
1995年，武汉大学及武汉水利电力大学、武汉测绘科技大学都成为首批“211工程”重点建设的大学。2000年8月2日，武汉大学与武汉水利电力大学、武汉测绘科技大学、湖北医科大学三所高校合并。2001年2月13日，武汉大学正式进入中国“985工程”重点建设院校名单。四校整合后的武汉大学在科技领域表现出较高的水准，近期科研成果有“低空无人机”，“北斗卫星导航系统”，“超级杂交水稻”等。
2008年5月20日，马英九接任中華民國总统后，两岸关係持续改善，武汉大学也积极与台灣一流大学往来，其中有签订姐妹校合约的有台湾大学、政治大学、新竹清华大学、成功大学、中央大学、彰化师范大学等。
2013年，武汉大学举行120年校庆。
2016年9月10日，武汉大学爆破拆除了外号“变形金刚”的工学部第一教学楼。该建筑为四校合并前的武汉水利电力大学于2000年修建，造价约1亿元人民币。该楼始建之初就因耗资甚巨且体量过大破坏环境而遭遇反对之声，包括来自毗邻武汉大学的反对意见，拆除费用约1300万元。之后于同一位置按照相当面积重建了符合环境规划的新工学部第一教学楼，新楼降低为6层，但仍可容纳4000人，并进行了现代化改进，于2020年9月投入使用。
2023年，武汉大学举行130年校庆。11月29日校庆庆祝大会当天，计算机系1987级校友，小米集团创始人、董事长兼首席执行官雷军向武大捐赠13亿元人民币，创中国高校单笔个人捐赠纪录。

## 学校环境

武汉大学地图（不含医学部）

### 基本概况
武汉大学坐落在湖北省武汉市武昌珞珈山麓。校园坐拥珞珈山，环绕东湖水，地势蜿蜒起伏。校内四季常青，季季有花，据不完全统计，目前有种子植物120科、558属、800多种，其中11科17种为珍稀濒危植物。早期建筑古典庄重，与周围环境和谐相处。

### 珞珈山

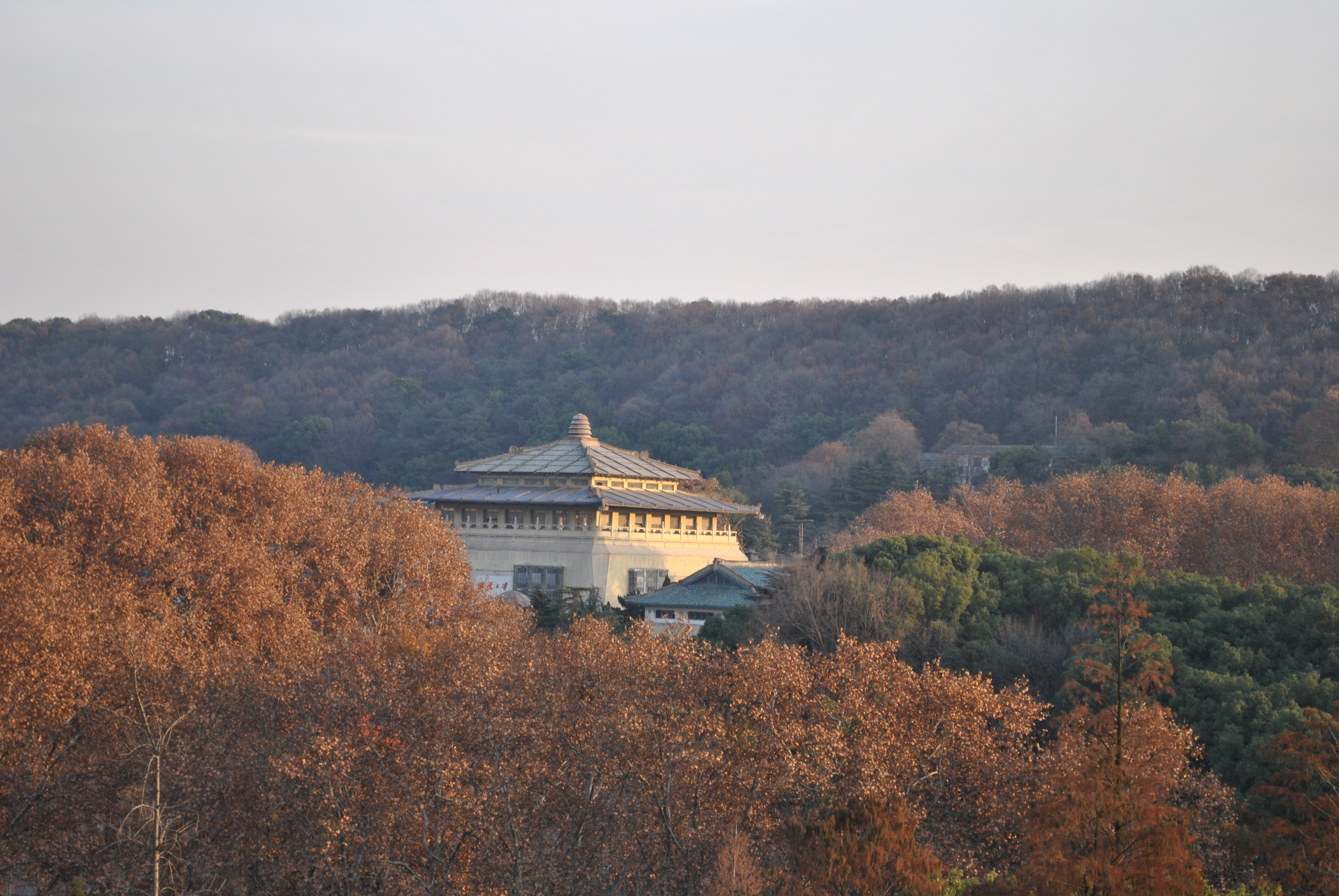
珞珈山

珞珈山位于武昌中部，东湖西南岸边，由十几个相连的小山组成。珞珈山海拔118.5米，为东湖南岸临湖最高峰。

### 早期建筑

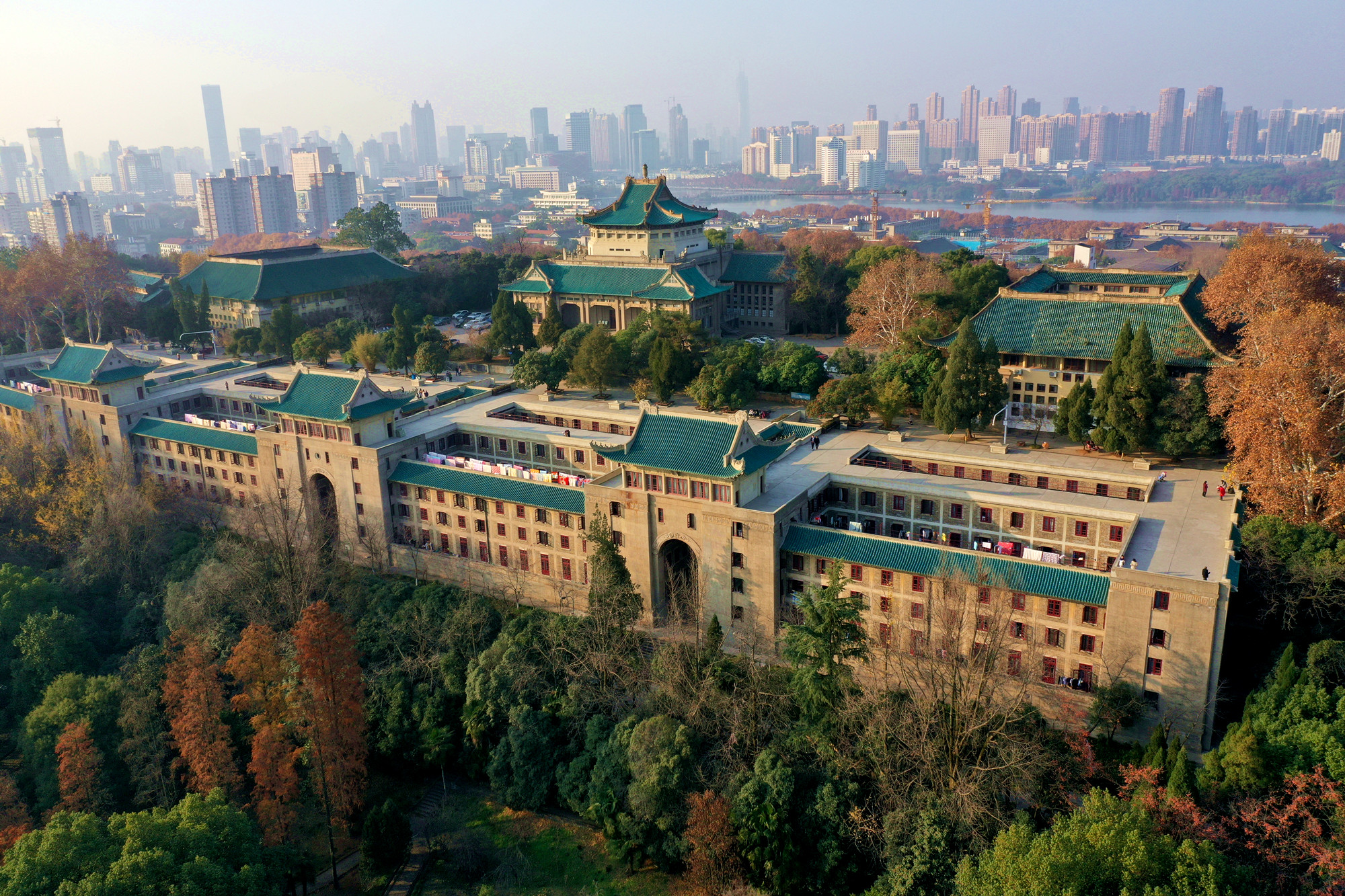
宿舍、食堂、图书馆及文、法学院全景
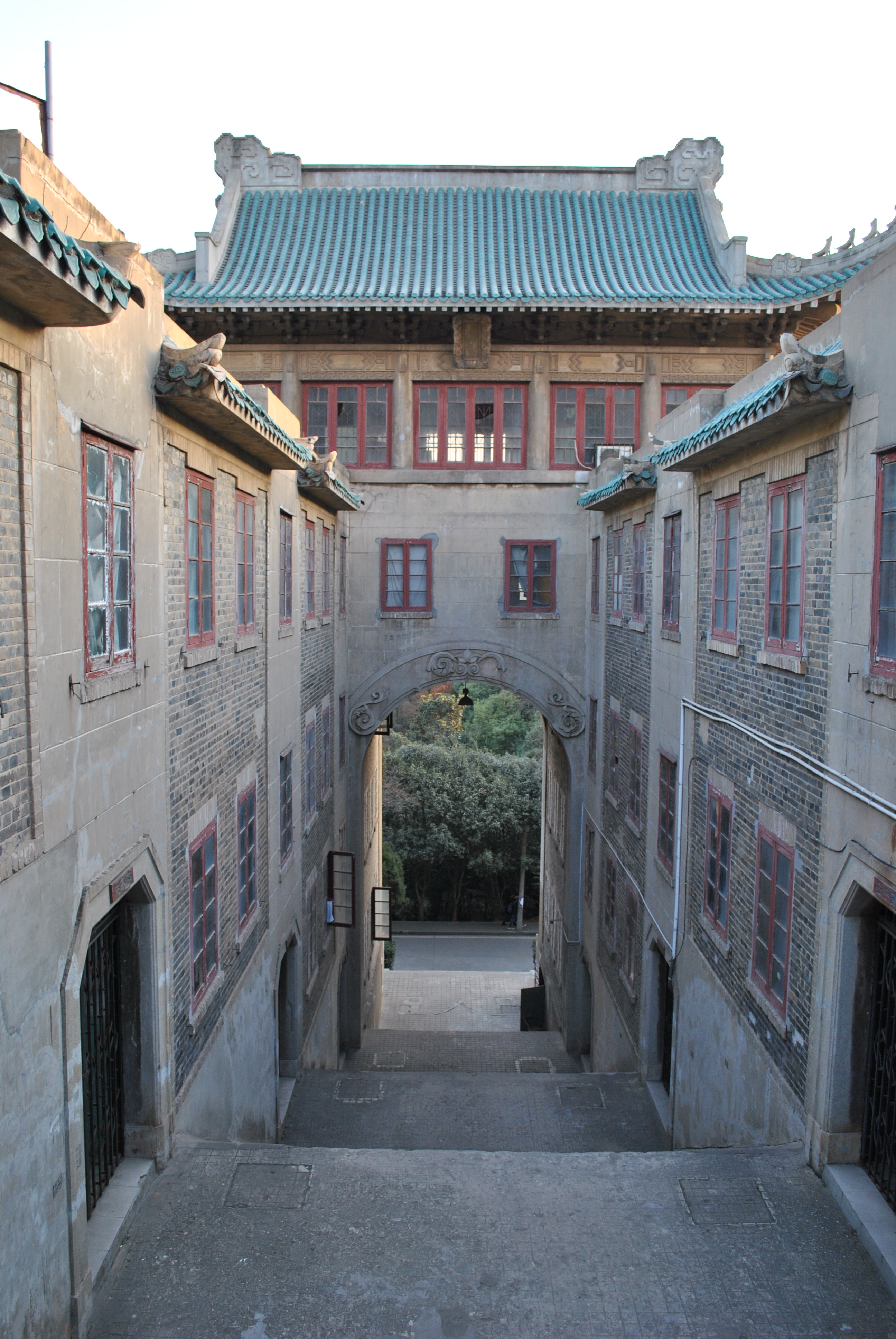
老男生宿舍
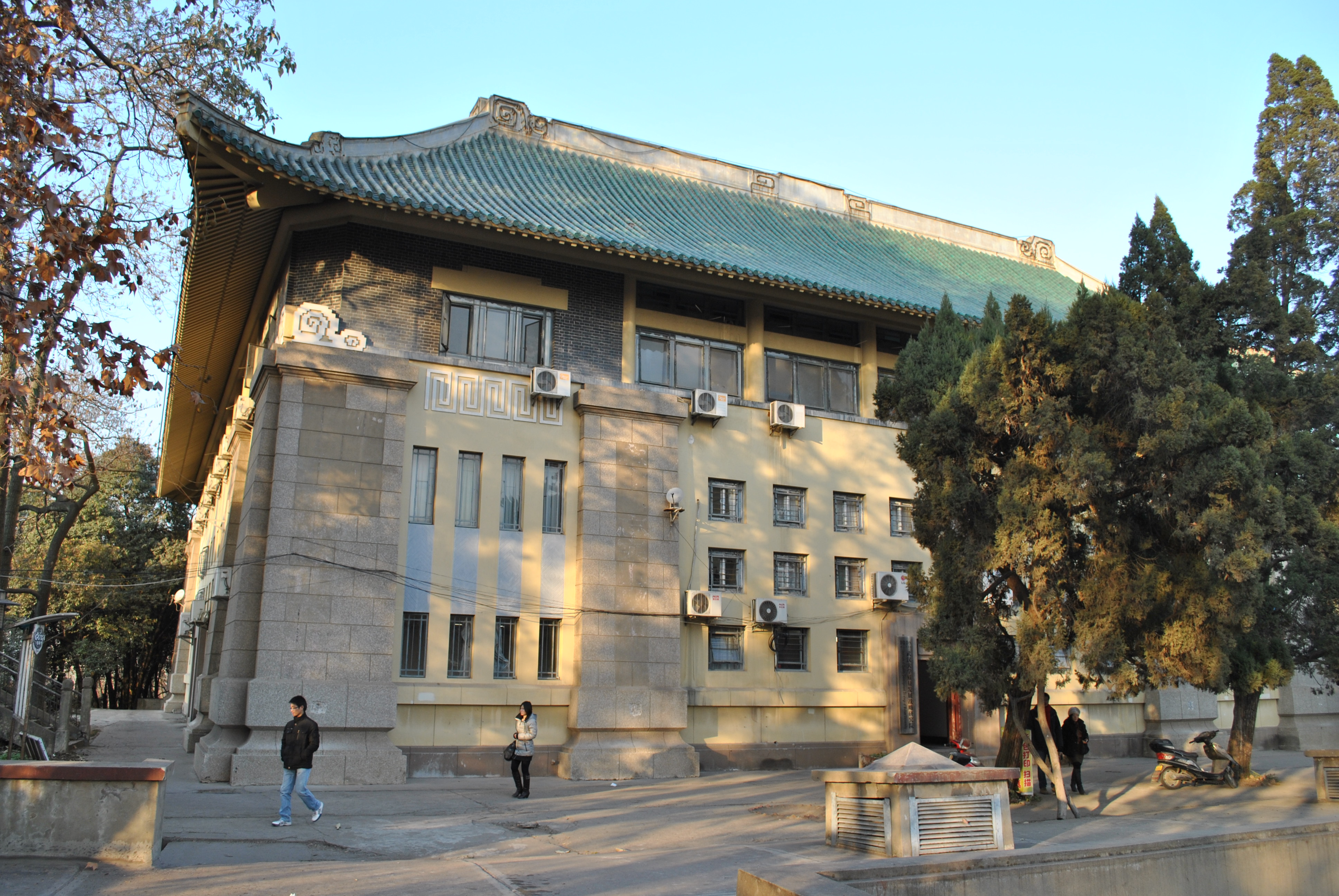
老法学院
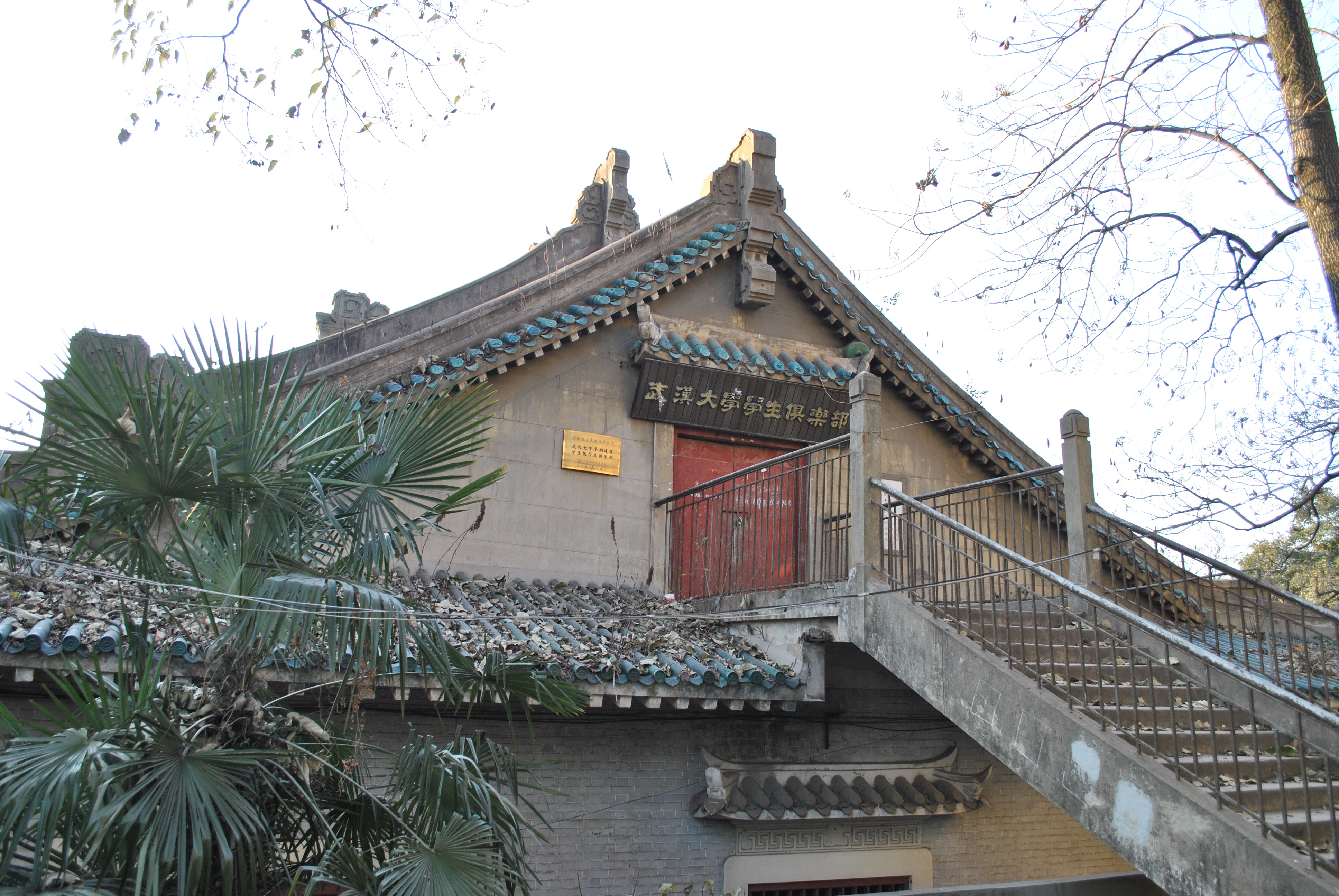
学生俱乐部
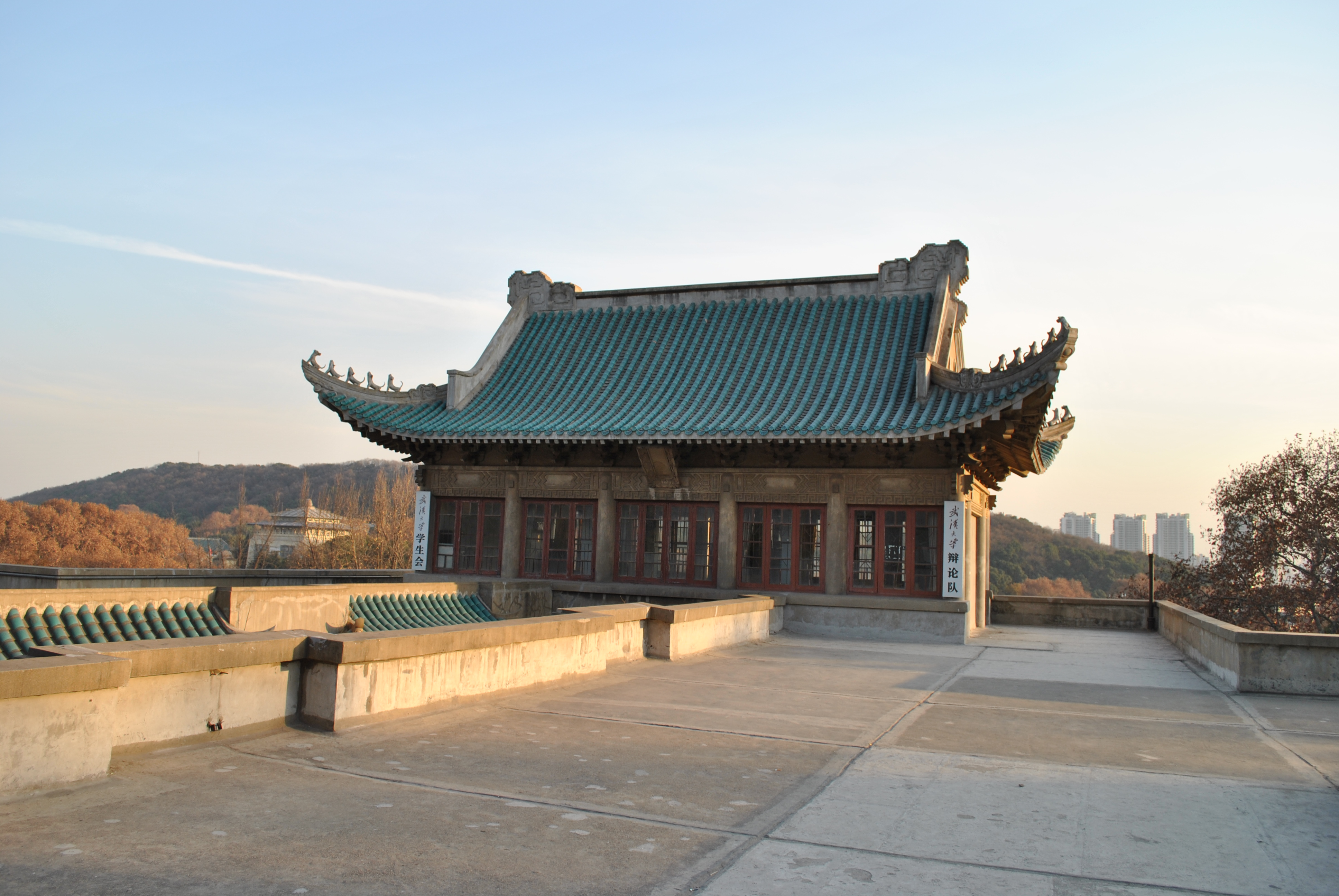
学生会及辩论队
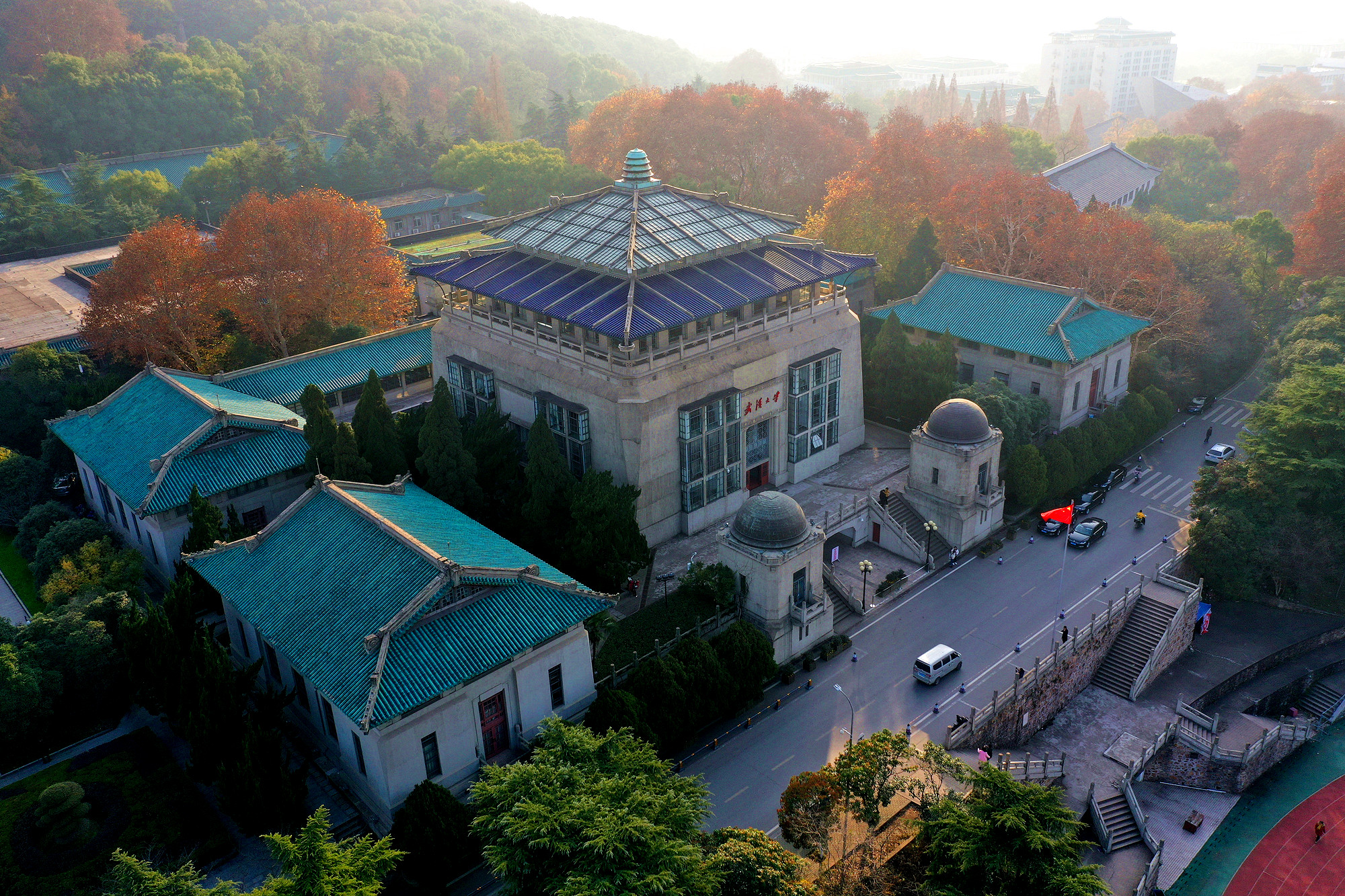
老工学院，现为行政楼
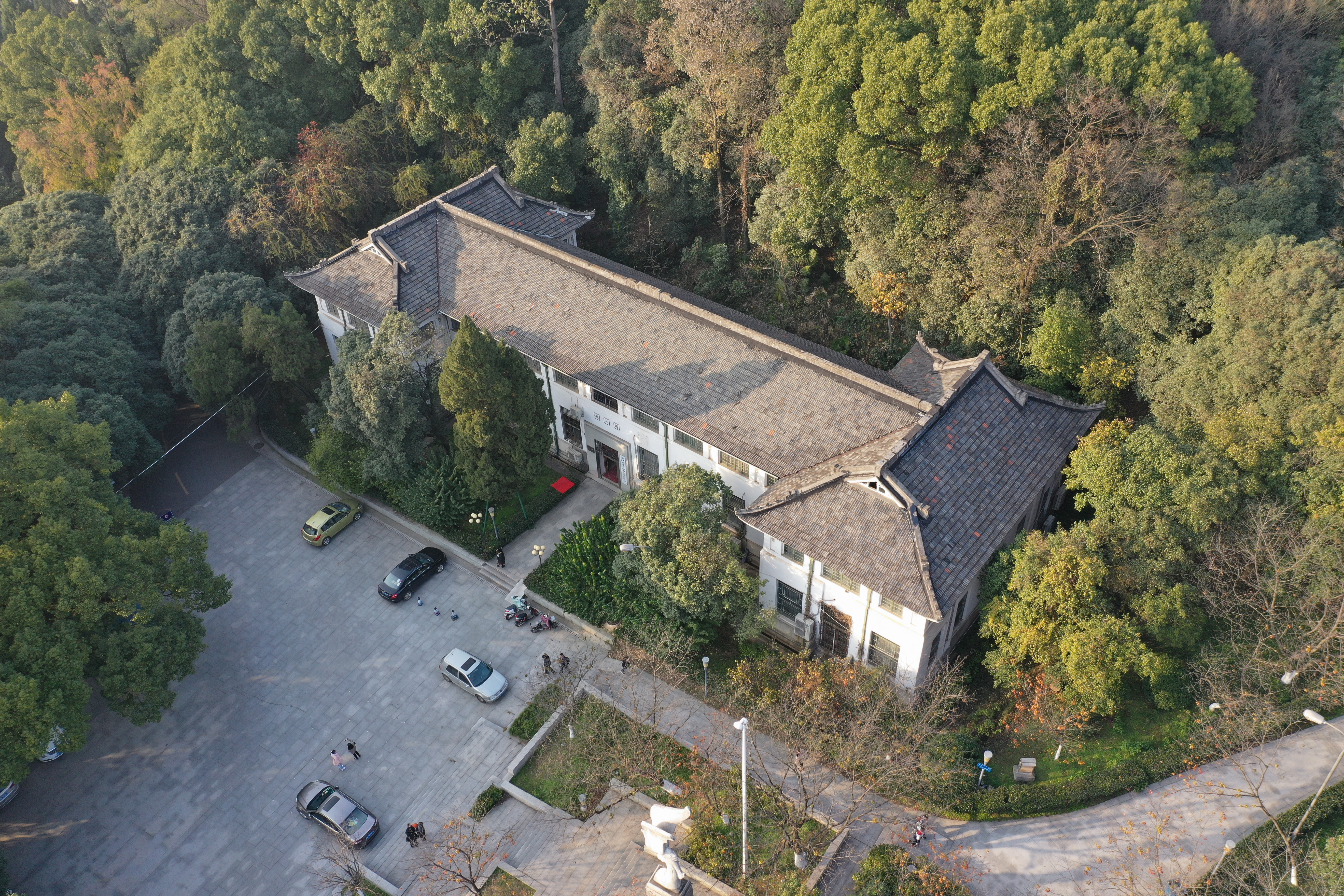
教二
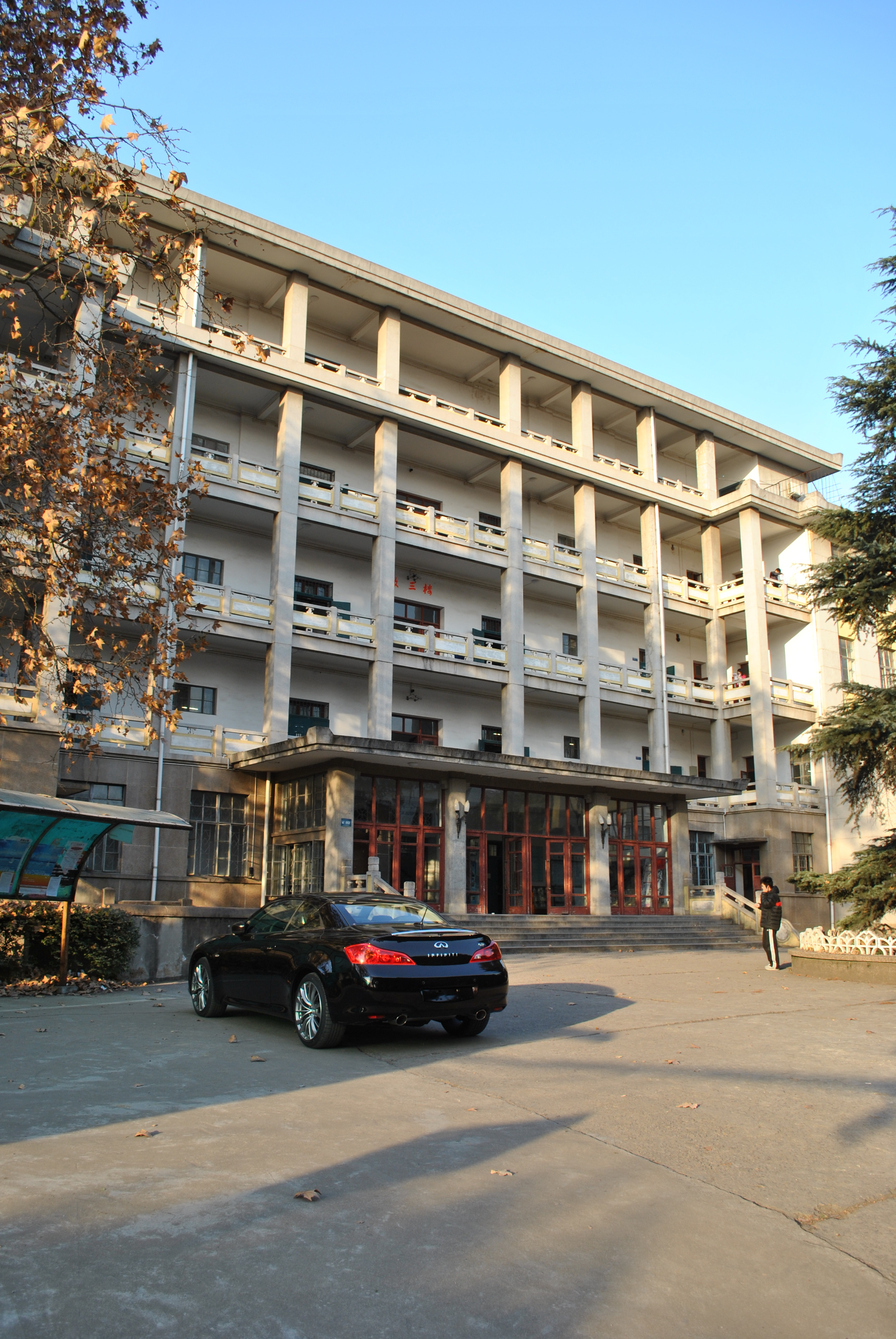
教三
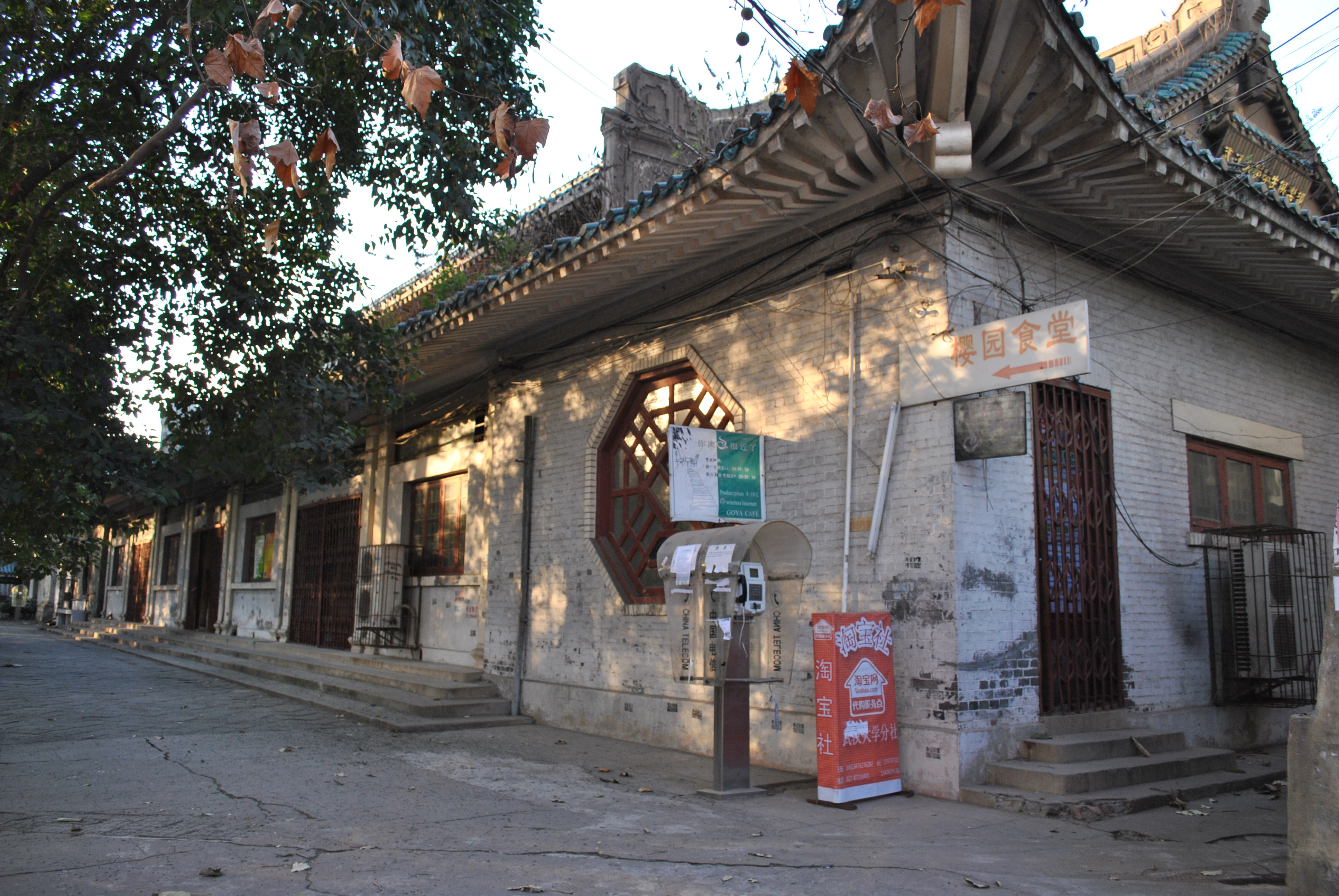
樱园食堂
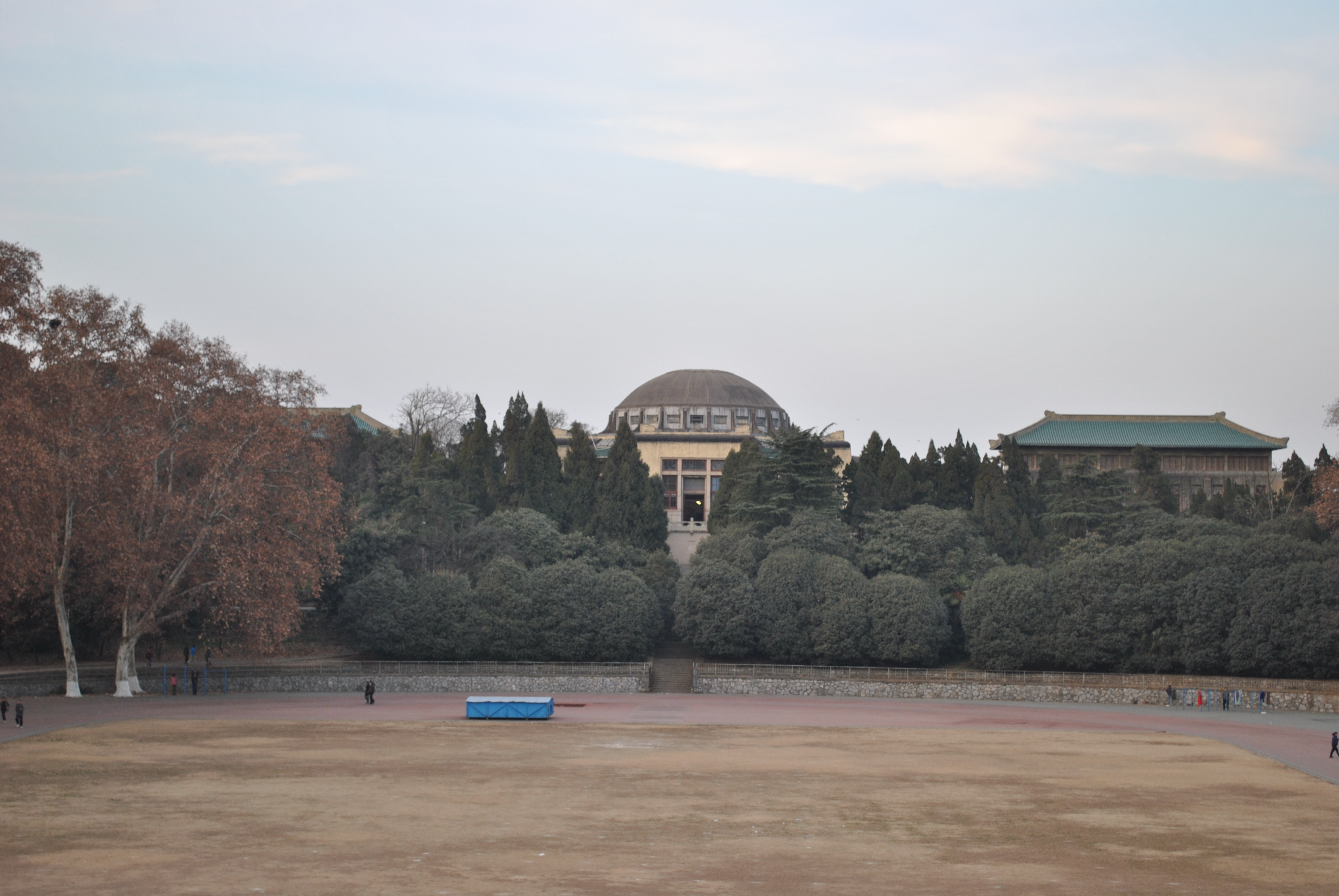
老理学院
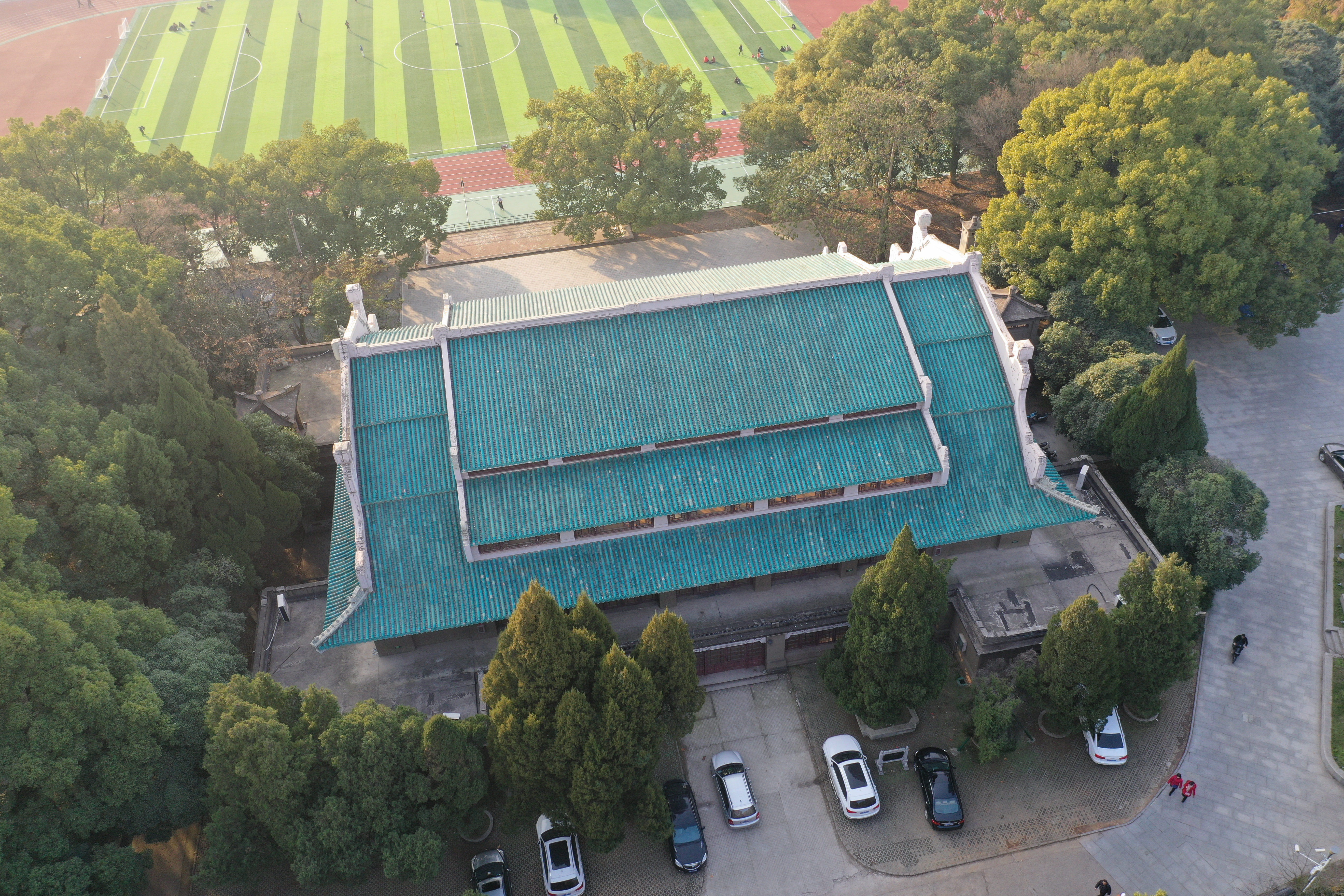
宋卿体育馆

1928年8月，以地质学家李四光为委员长、以林学家叶雅各为秘书的国立武汉大学新校舍建筑设备委员会成立，并选定风景秀丽的武昌罗家山（又名“落驾山”，后更名“珞珈山”）为大学新校址。随后，李四光和叶雅各邀请毕业于美国麻省理工学院建筑系、对中国建筑艺术颇有研究的建筑师开尔斯（F. H. Kales）先生从上海来武汉设计校园总体布局和规划，聘请同样毕业于美国麻省理工学院的缪恩钊先生任新校舍监造工程师。大部分工程由汉口著名建筑商沈祝三旗下的汉协盛营造厂承建。
新校舍一期工程于1930年3月开工，1932年1月完工；二期工程于1932年2月开工，1937年7月完工；只剩下医学院、大礼堂、总办公厅因经费不到位未建。同时，由于投标时估价失误、1931年武汉水灾导致的原材料价格上涨等因素，承包商汉协盛在武大建筑工程中亏损约40万元，但沈祝三坚守承诺，按原有合同保质保量完成施工。此后数年汉协盛负债连本带利近百万，沈祝三直到1941年去世前才还清债务，但他毫不后悔，并表示：“我给洋人盖了一辈子房子，但是今天我要给国家盖一所最好的学校。”
1938年3、4月间，武汉有三面被日军包围，武大被迫西迁至四川乐山，武汉珞珈山校园成为国民政府领导武汉会战的军事指挥中枢。1938年，日机未對武漢大學进行轰炸，直到同年10月武汉沦陷后，珞珈山校园被日軍用作中原司令部，“本亲善之旨”“以资保全原貌”，因此珞珈山校舍整体保存至今。
武汉大学早期建筑是中国近代大学建筑的典范，由于其历史价值、艺术价值，它作为首批中国大学校园内历史建筑群现址，于2001年6月25日被国务院正式列为第五批全国重点文物保护单位。

### 教学及学生生活区
由于校园依山傍水，教学及学生生活区根据栽种植物、地形地貌等分散为八大片。其中五片早已有特定名称：樱园、梅园、枫园、桂园、湖滨，均位于合校前的武汉大学。2013年1月8日，武汉大学地名规划工作小组提出《关于对《校园道路、建筑、景观等统一命名方案》征求意见的通知》，后将剩下三片（工学部、信息学部、医学部）未命名的教学及学生生活区分别定名为栎园、竹园、杏园。
目前，学校要求并安排所有大一新生全部住在校内的学生宿舍。

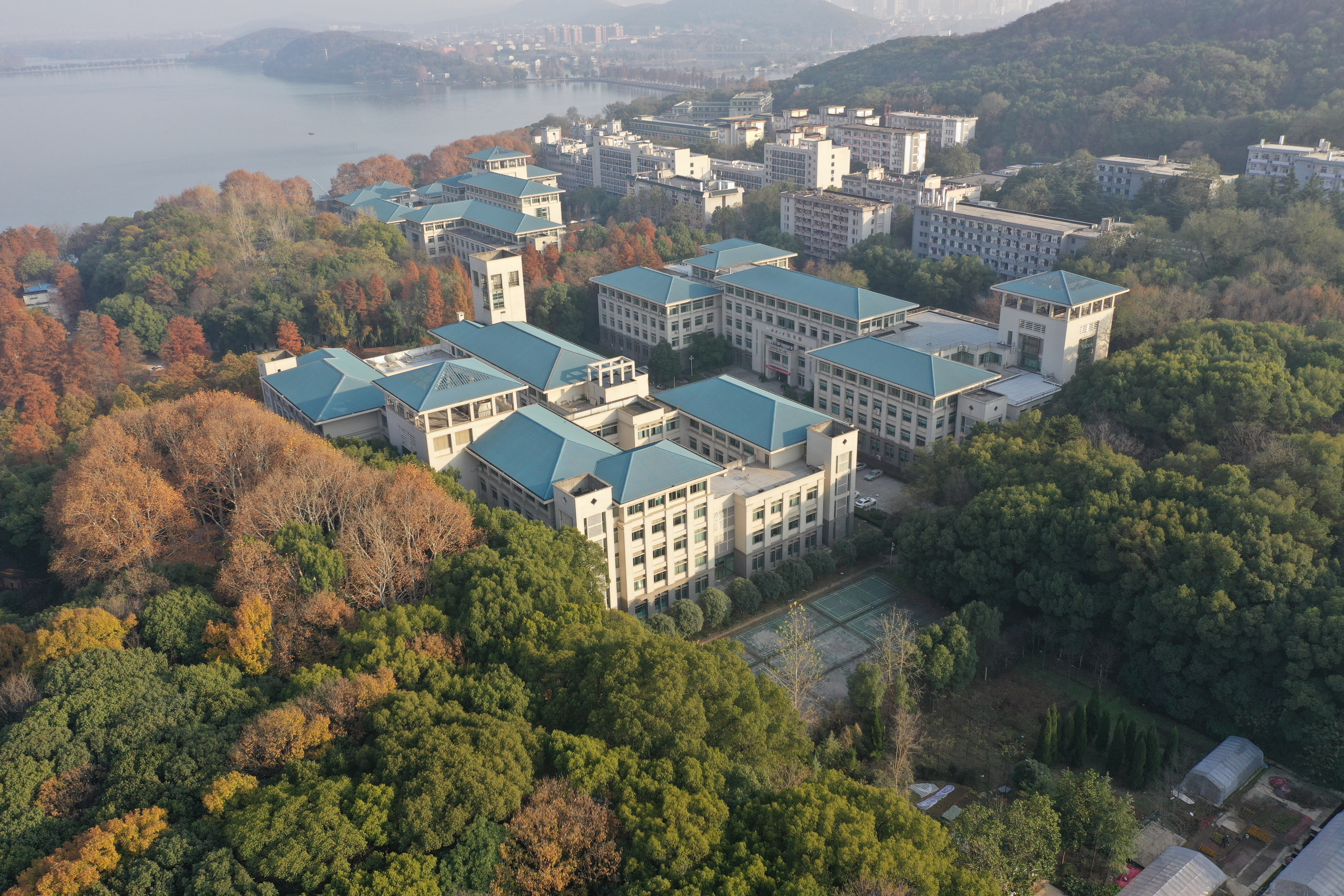
外语学院及法学院
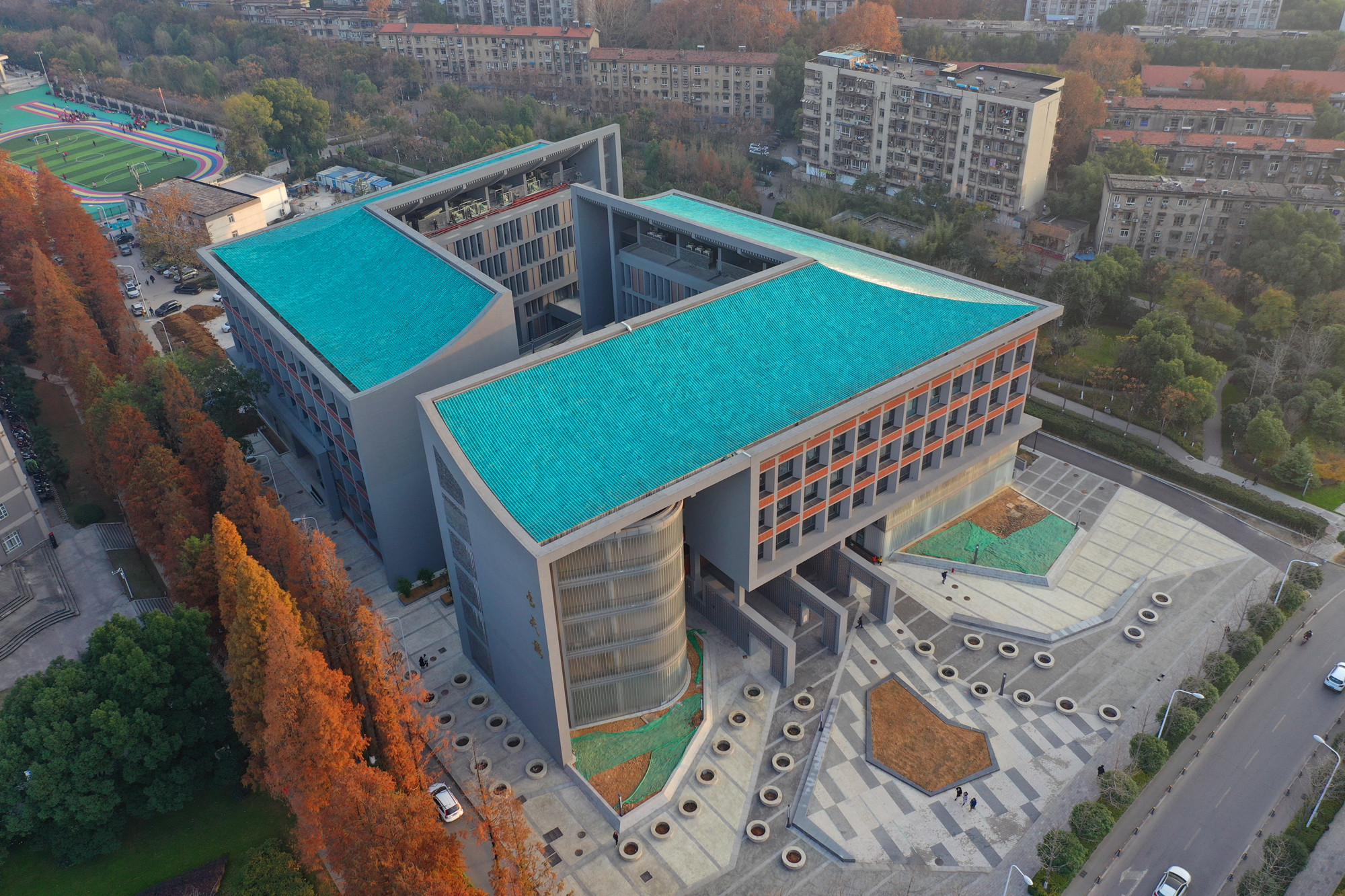
高等研究所
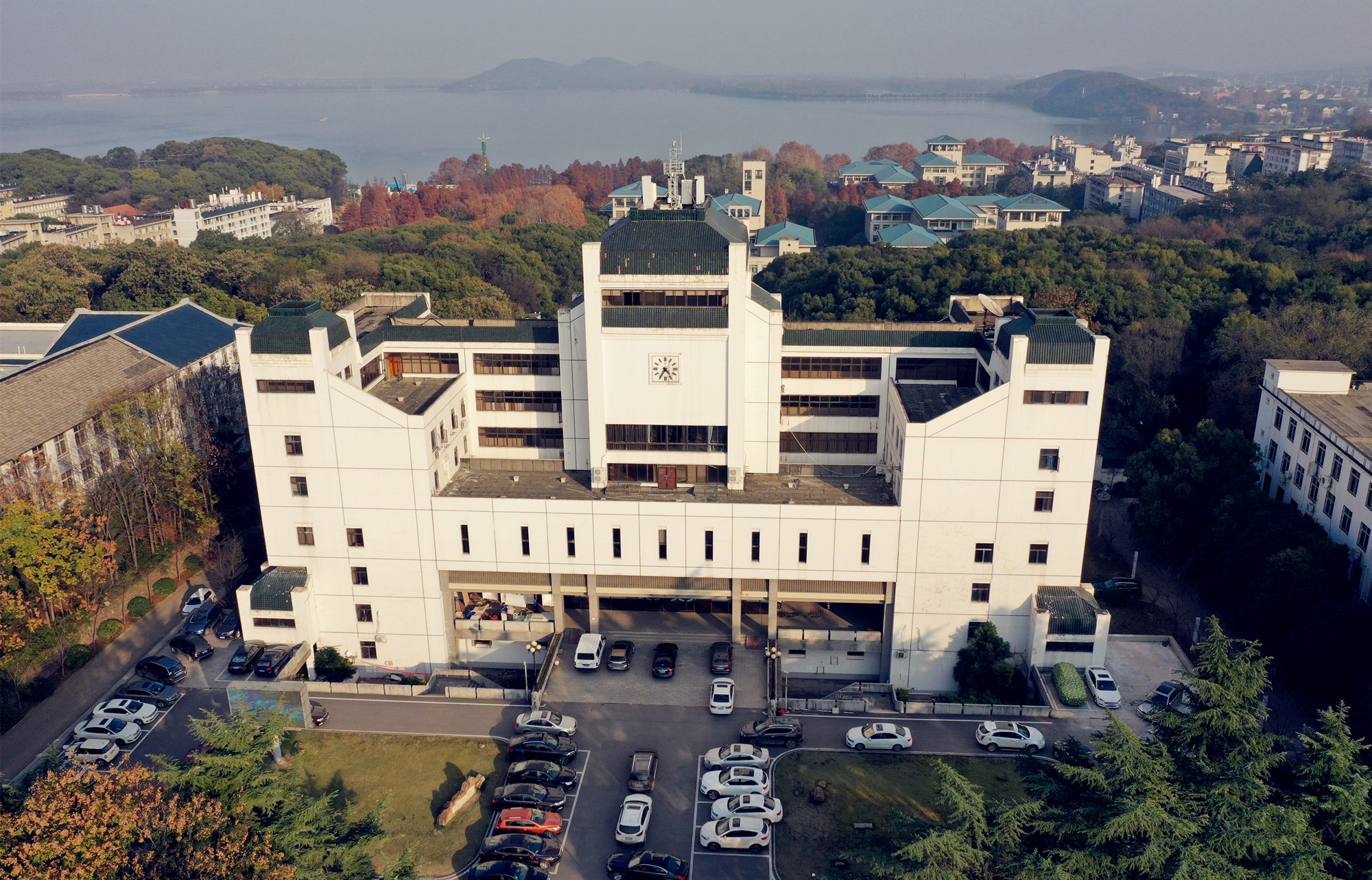
人文馆
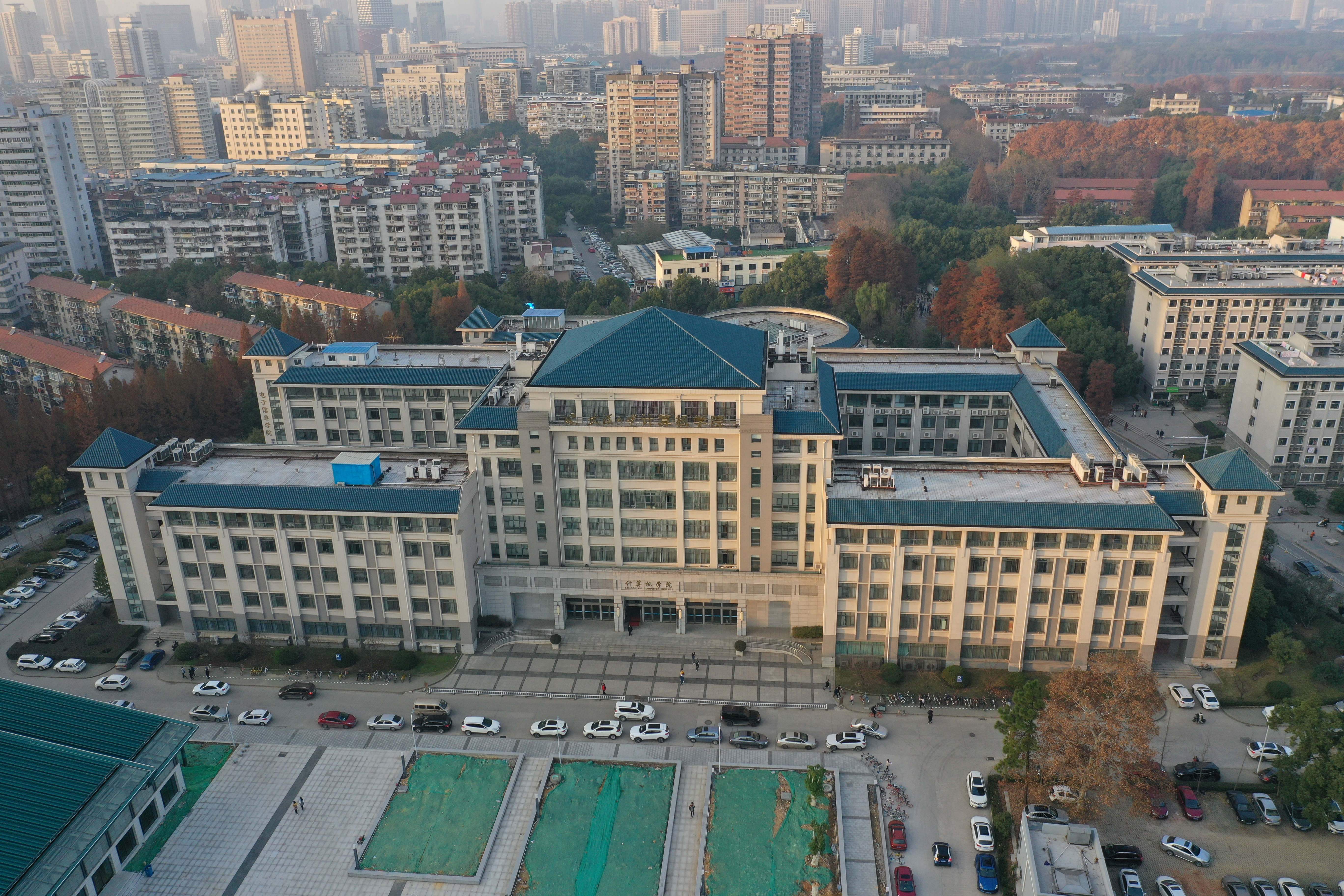
计算机学院
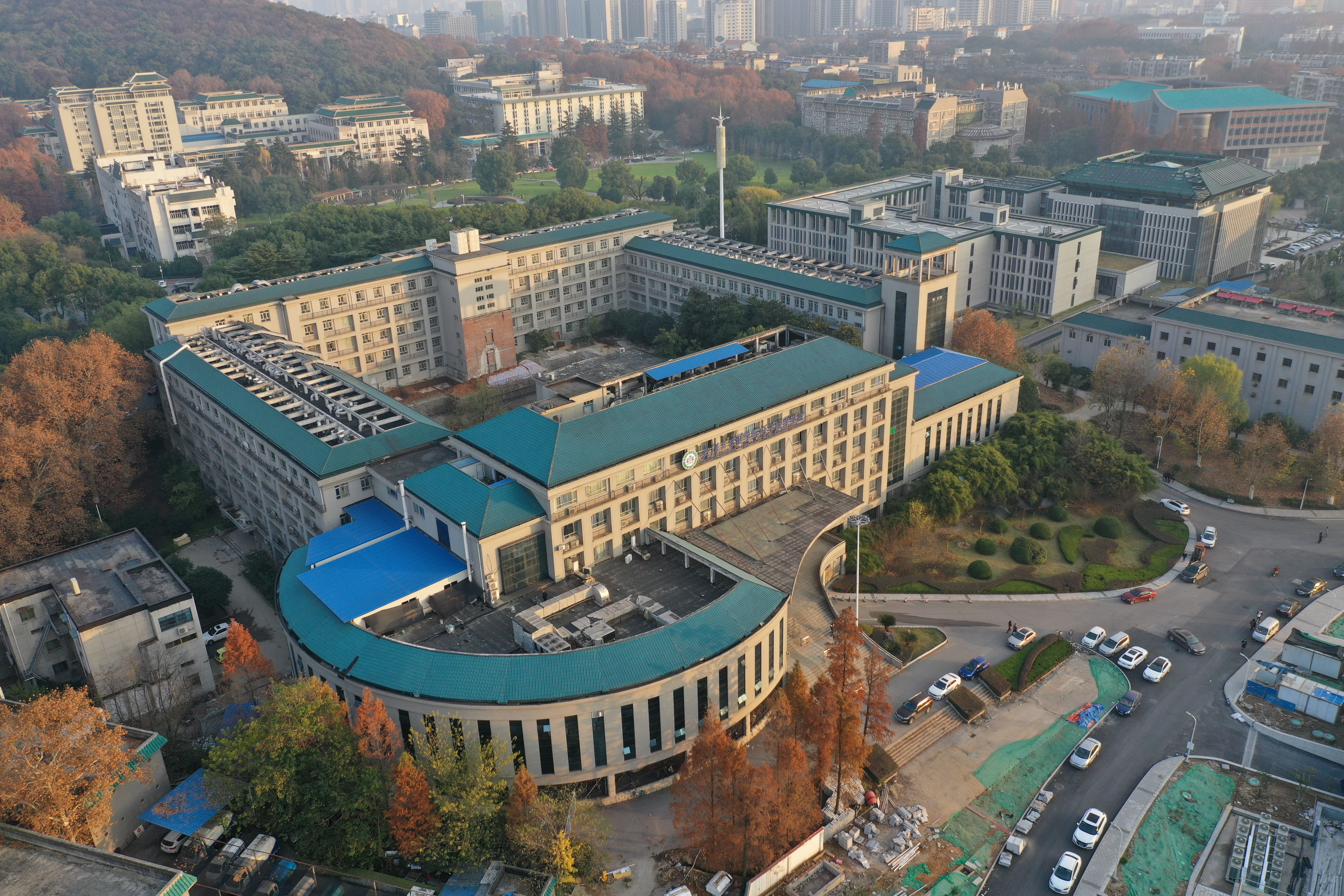
化学院
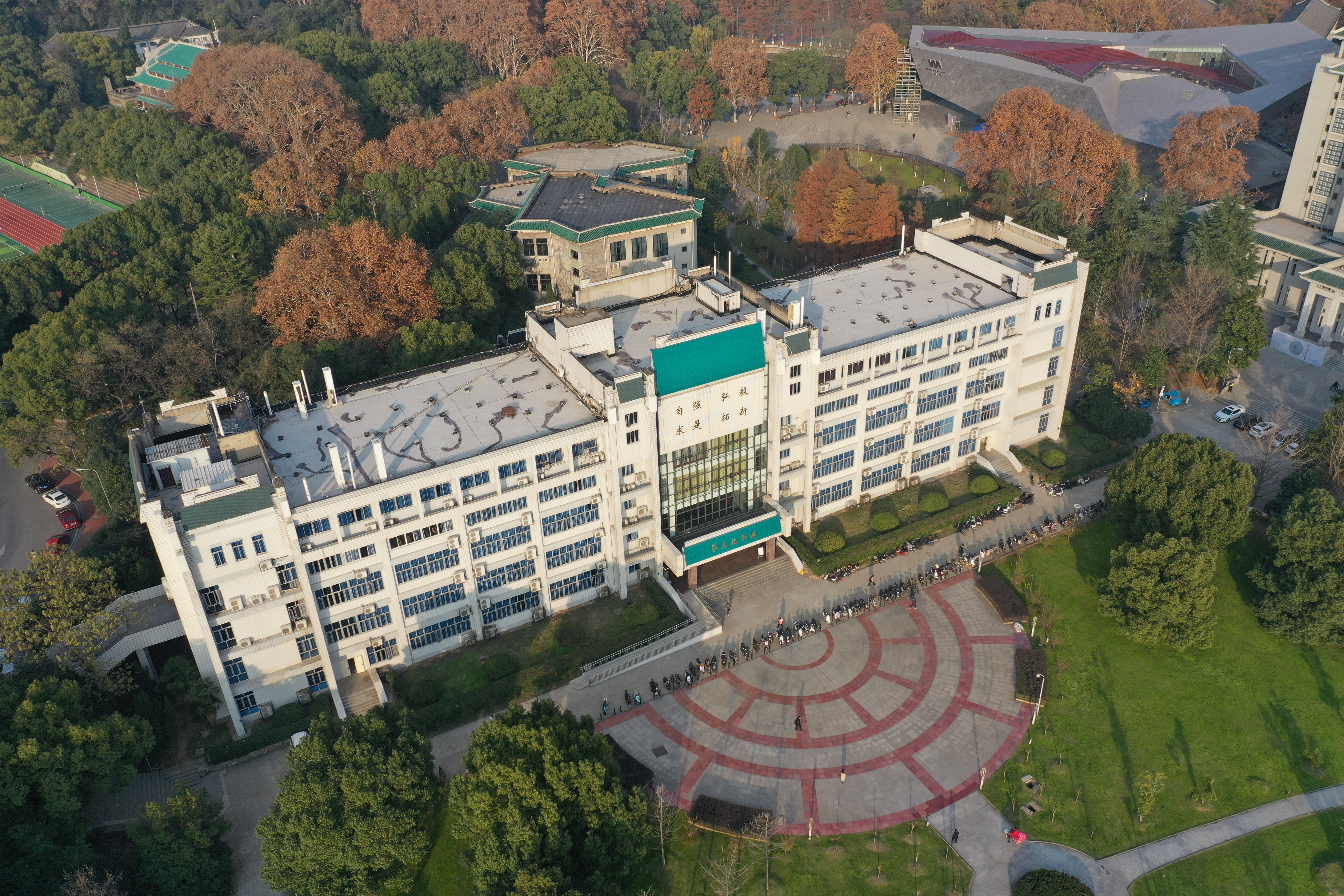
教五
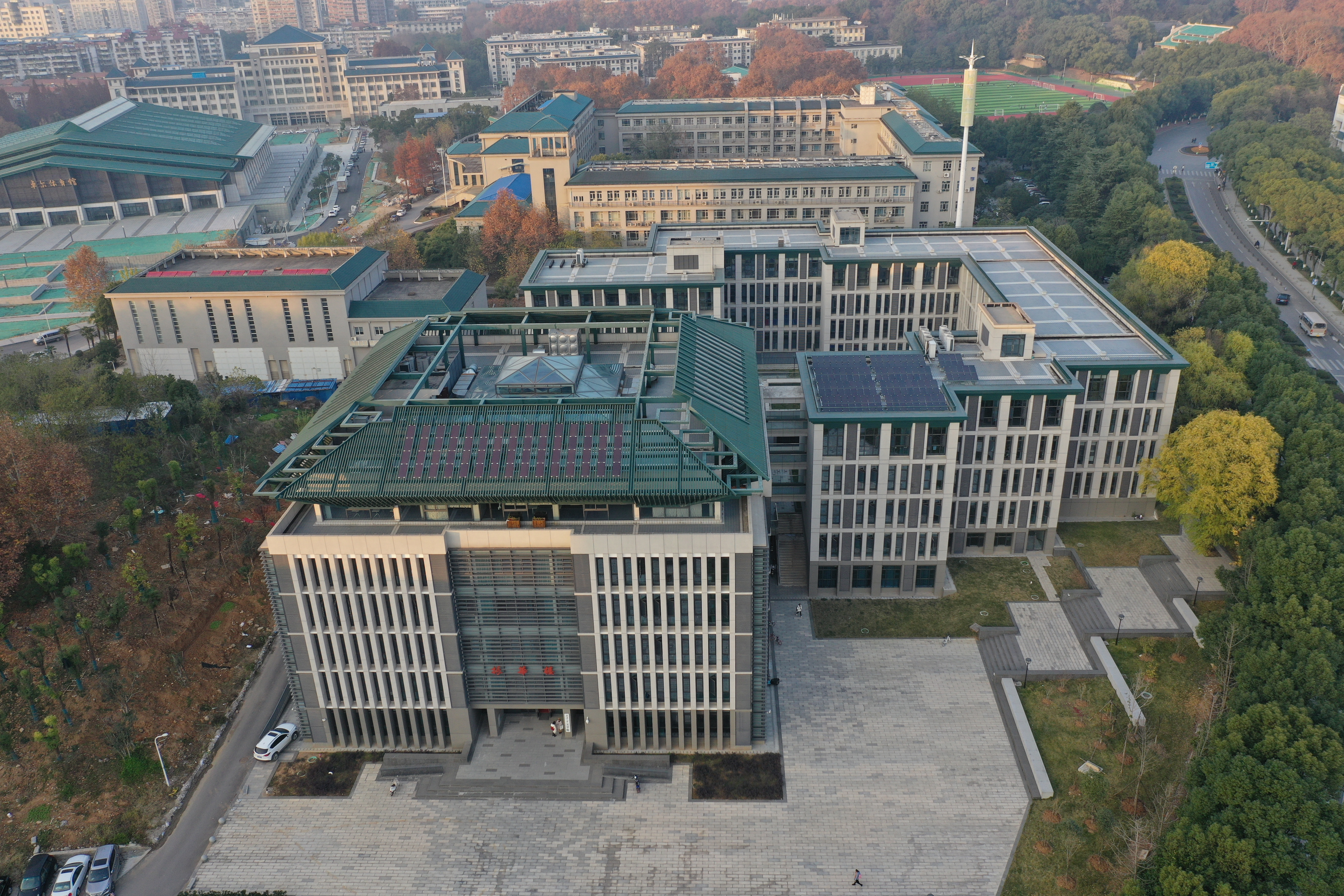
文学院
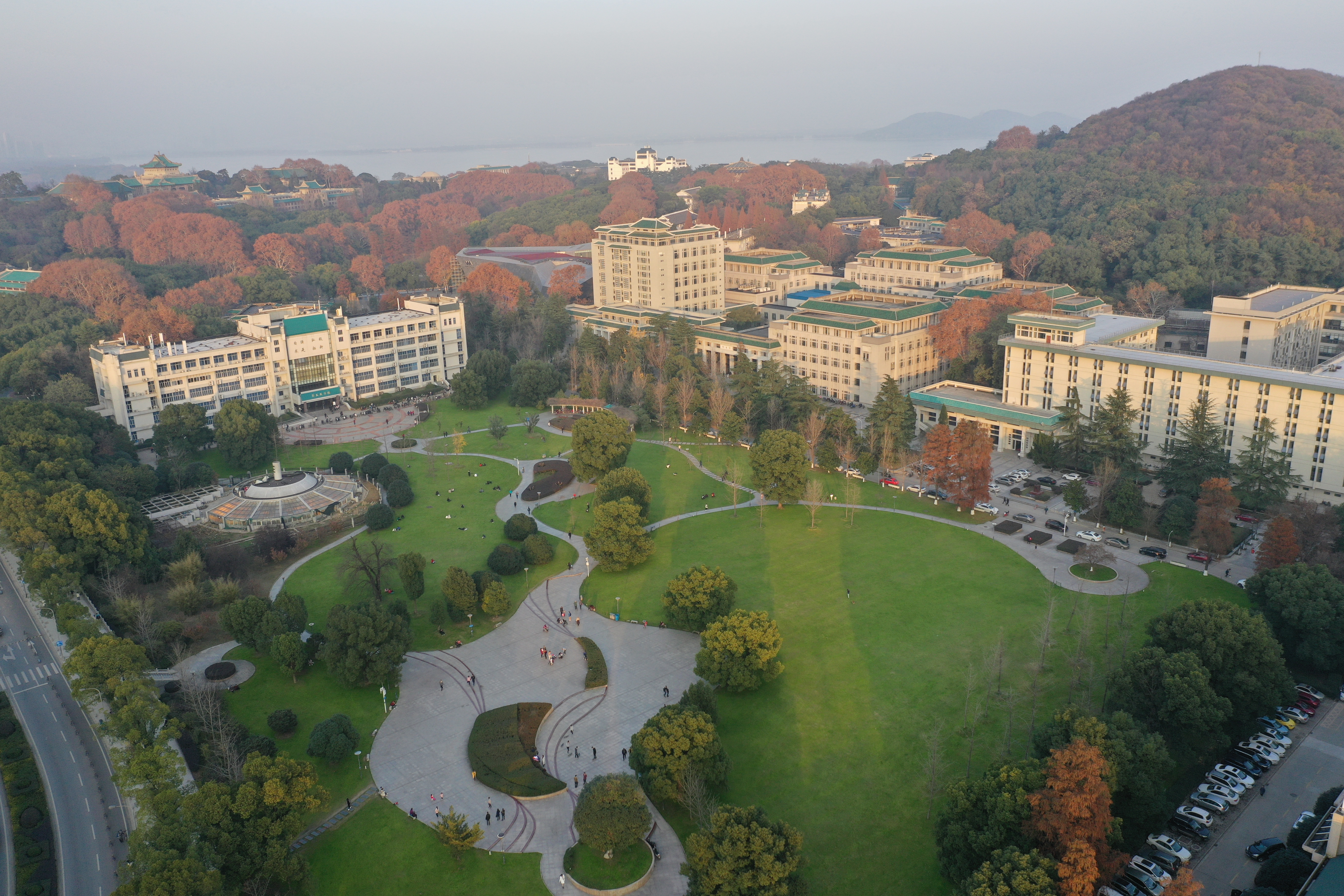
珞珈广场
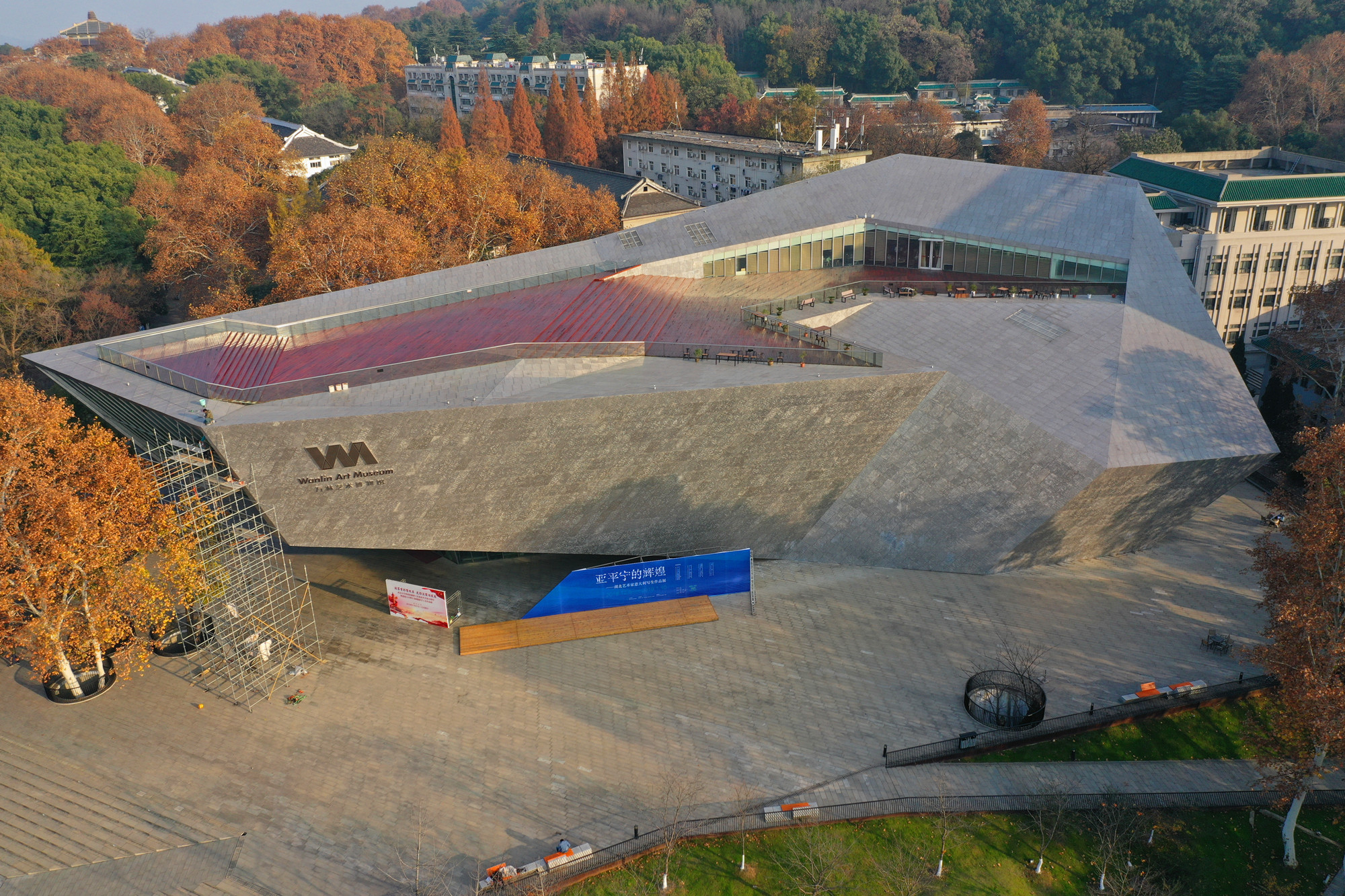
万林美术馆
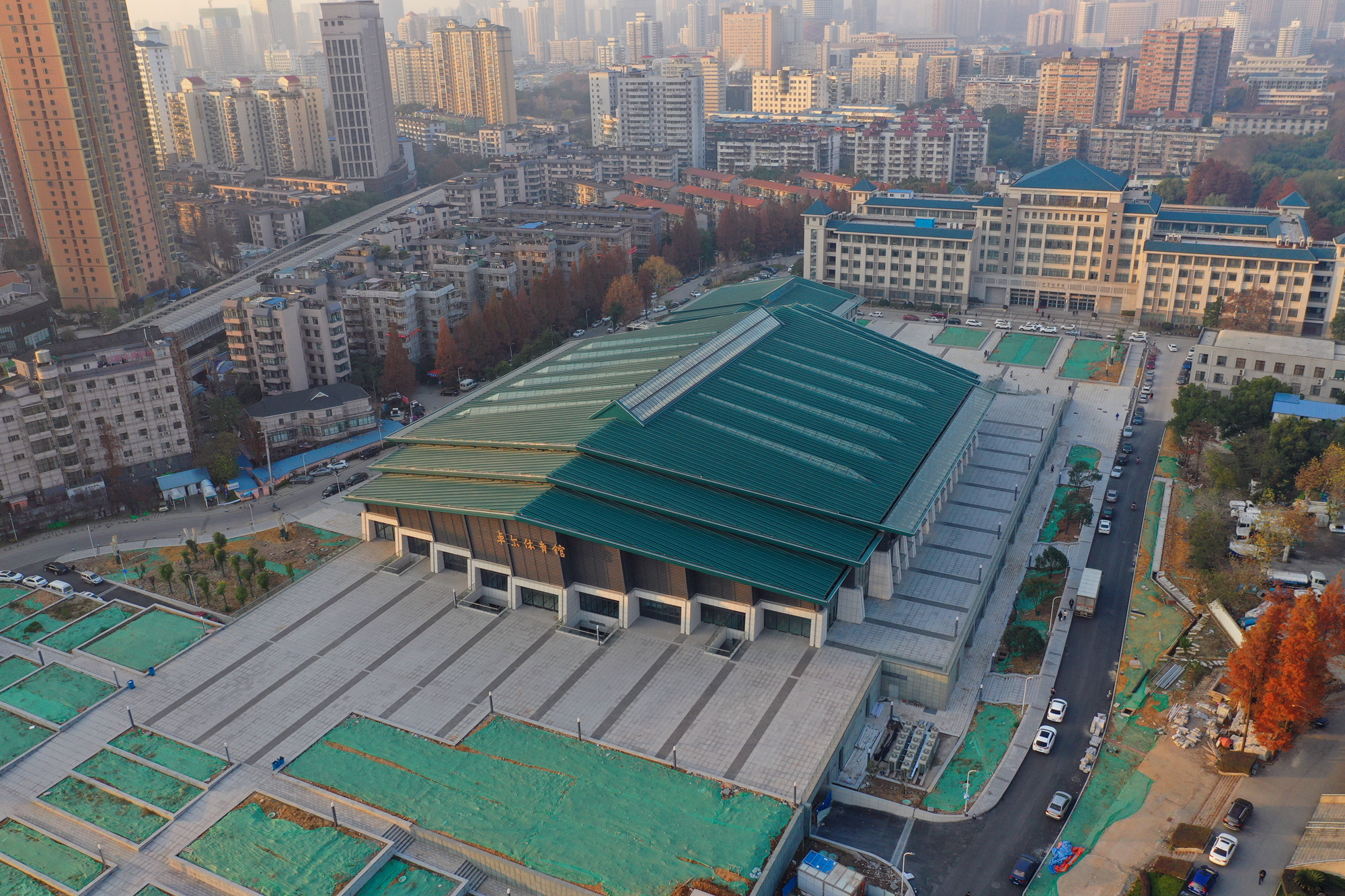
卓尔体育馆

### 樱花

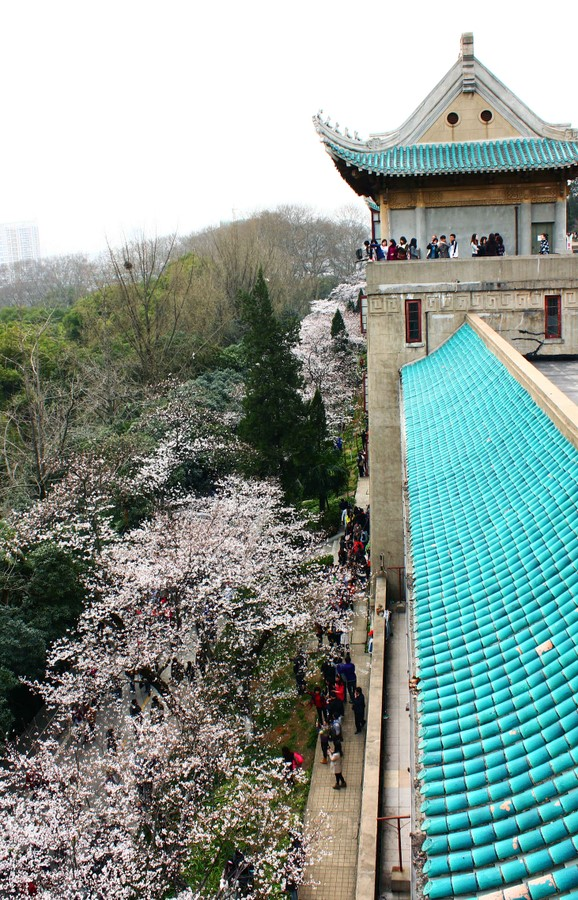
武汉大学老斋舍前的樱花大道

1938年，日军将珞珈山校园辟为其中原司令部后，为了缓解住在这里休养的大批日本伤兵的思乡之情，同时亦有炫耀武功和长期占领之意，于1939年从日本引来樱花树苗在武大校园今天的樱花大道上两侧种植。1950年代起，当年日军种植的樱花树的生命周期逐渐结束，陆续枯死。
1972年中日邦交正常化后，时任日本首相的田中角荣向中国总理周恩来赠送了大山樱1000株，周恩来总理将其中50株转赠武汉大学。1982年纪念中日友好10周年，日本友协赠送了100株垂枝樱苗栽培于武大。1992年纪念中日友好20周年，日本又赠送樱苗200株。这些获赠的樱花是目前武大樱花的主要来源。
“三月赏樱，唯有武大。”现在武大樱花有1000多株，主要为为日本樱花、山樱花、垂枝樱花和云南樱花，不同品种的樱花花期略有区别，一般在3月中旬至4月上旬盛开。每年3月下旬，校内樱花大量盛开，吸引无数游人入校观赏，成为武汉一景。

### 圖書館

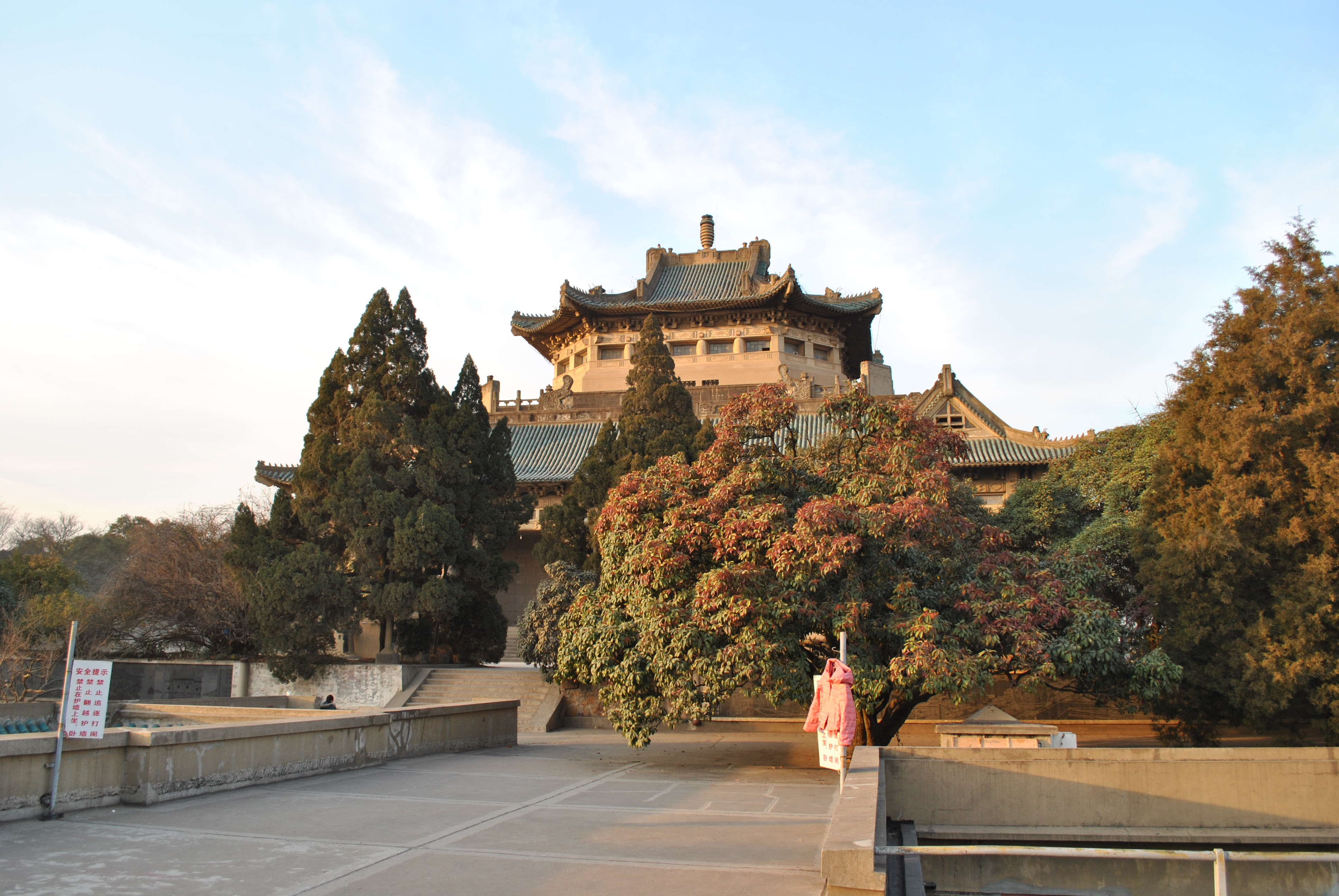
武汉大学老图书馆
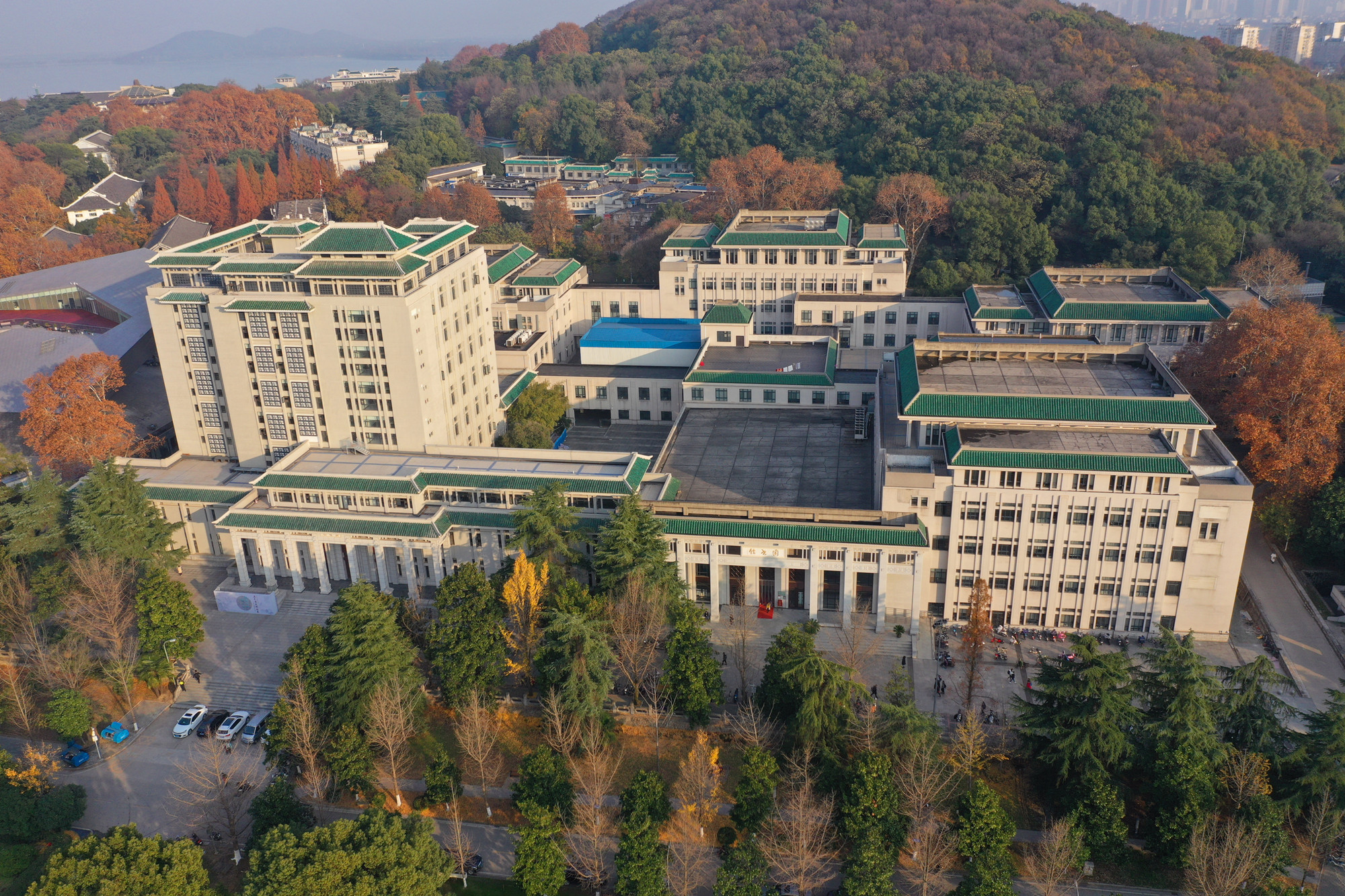
武汉大学新图书馆

武汉大学图书馆历史悠久、藏书丰富，1917年正式建馆，1928年定名为国立武汉大学图书馆。1935年启用坐落在东湖之滨、狮子山顶的老图书馆大楼。武汉大学图书馆老馆及其周围的建筑群，被列入第五批全国重点文物保护单位。2011年10月，总建筑面积为35548平方米的武汉大学图书馆（总馆）新馆落成启用，图书馆的服务功能得到进一步提高。全校现有图书馆馆舍面积为68754平米，资料室为16601平米，总面积达到85355平米。截至2011年12月31日，全校文献资源总量达1336万余册，其中印刷型文献近676.7万册、中外文电子书刊659万余册，线装古籍20万余册。学科覆盖面广，遍及文、法、理、工、农、医等各个领域。全馆现设文科分馆、理科分馆、工学分馆、信息科学分馆和医学分馆等五个分馆，均为湖北省研究级文献收藏单位。

### 校园周边
武汉大学位于武汉市区重要地段，珞珈山麓，东湖西南岸，水果湖畔。学校方圆三公里内有中共湖北省委、湖北省政府、湖北省人大、湖北省政协、湖北省军区、武汉铁路局、中国科学院武汉分院、武汉理工大学、华中师范大学、湖北省博物馆、武汉东湖宾馆等重要机构。
除武大人民医院和武大口腔医院外，武汉大学校区基本连成一片。校区最北方为位于东湖西岸，水果湖北岸的医学部（含武大中南医院），附近有湖北省卫生厅。向南经过武大国际学术交流中心（弘毅大酒店）、双湖桥后，来到位于东湖南岸、珞珈山北麓的工学部，附近有湖北省档案馆。继续向南便是位于珞珈山中部和南麓的文理学部，附近有中国科学院武汉分院、湖北省地震局。再向南便来到信息学部，附近有武汉理工大学、华中师范大学、武大口腔医院、湖北省妇幼保健院（湖北省妇女儿童医院）和广州军区武汉总医院。武大人民医院在武昌紫阳路，离校区较远。

## 校园文化

### 校门

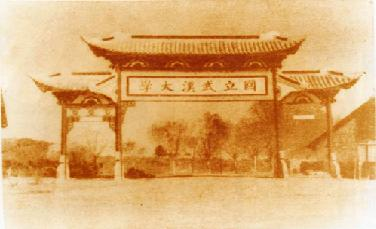
武汉大学校门牌坊 1931
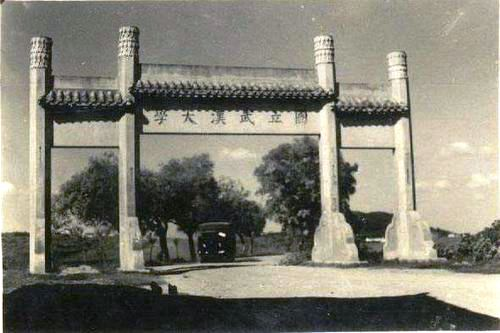
武汉大学校门牌坊 1937-
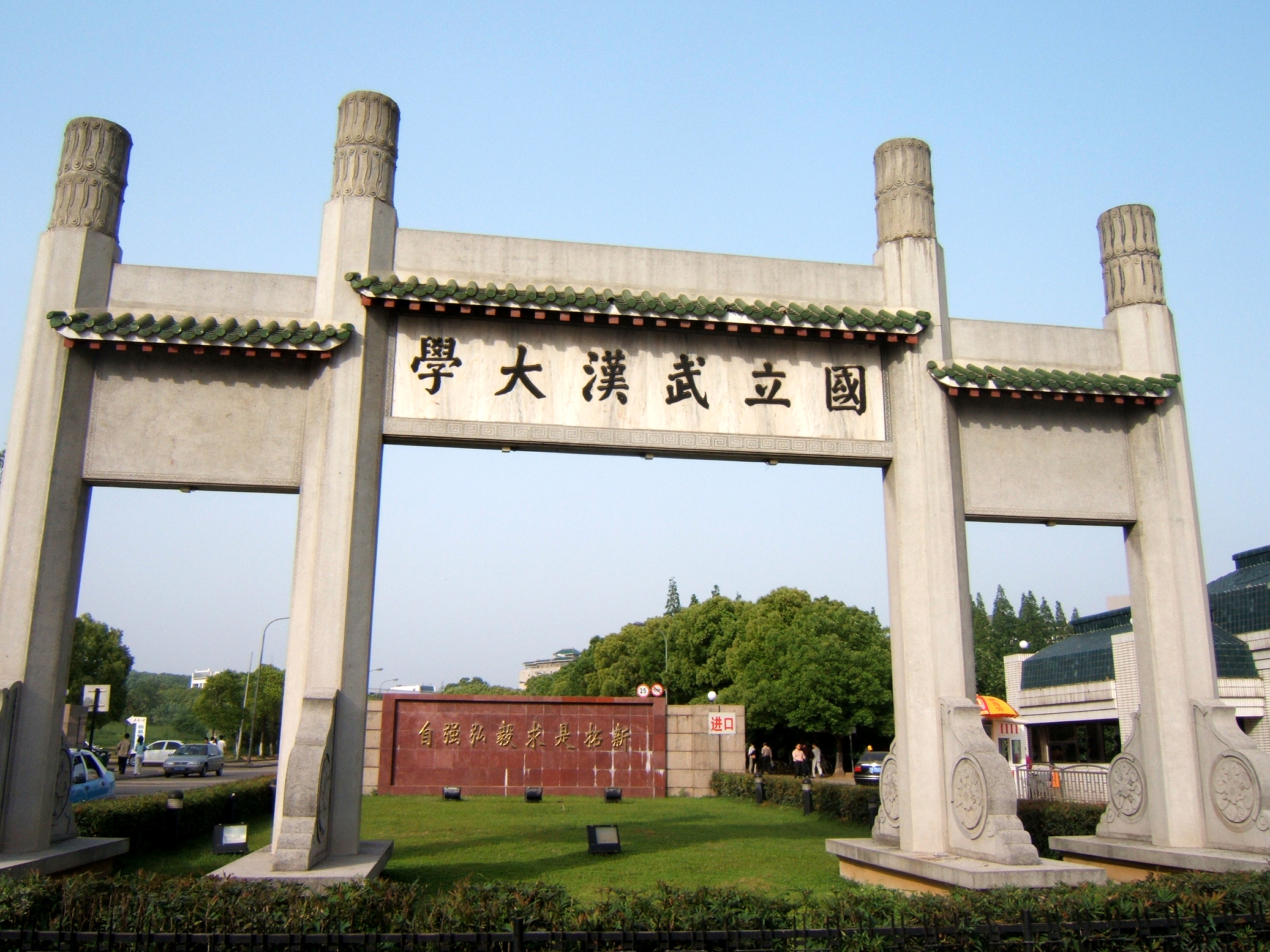
武汉大学校门牌坊 1993-2012
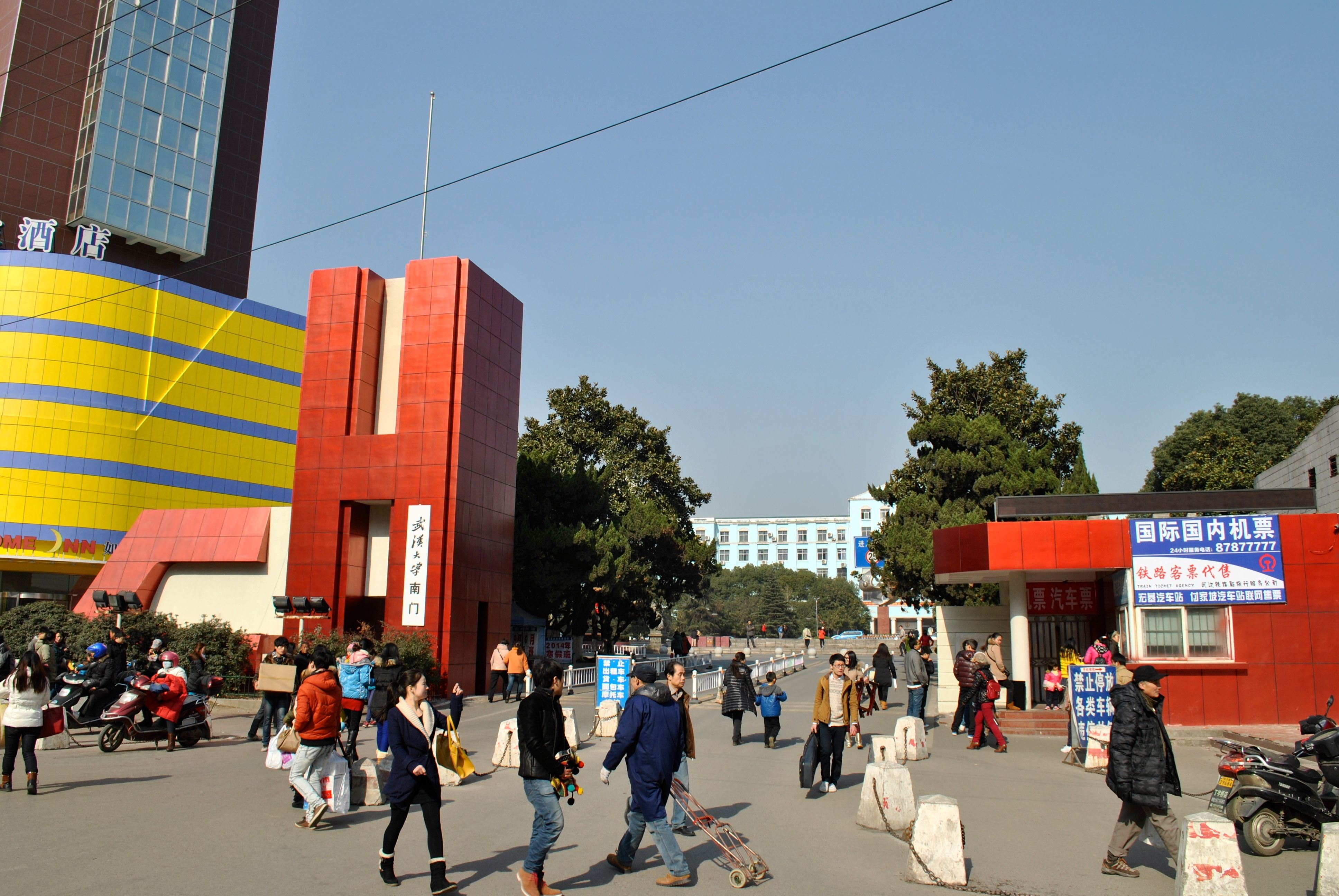
武汉大学信息学部校门
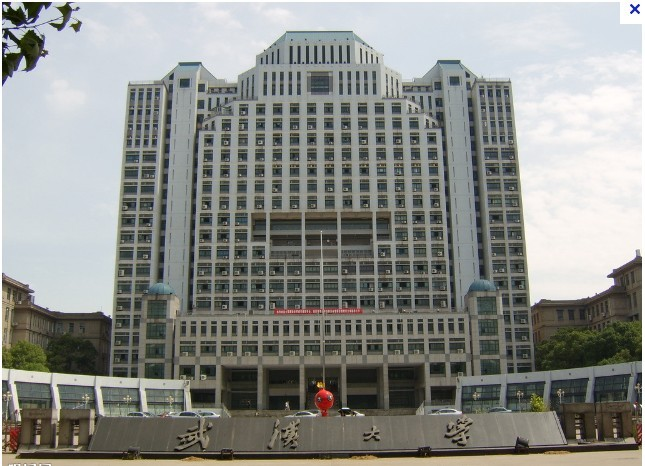
武汉大学工学部校门 2001-
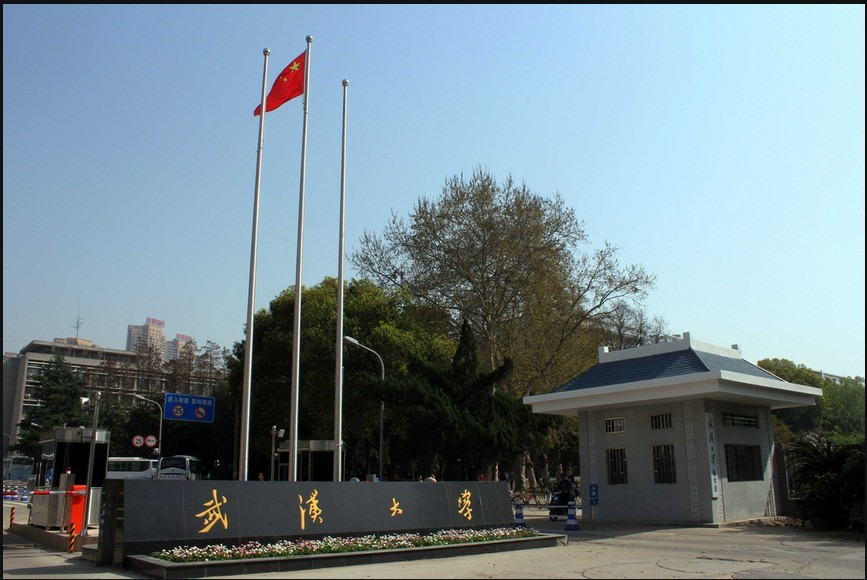
武汉大学医学部校门 2001-
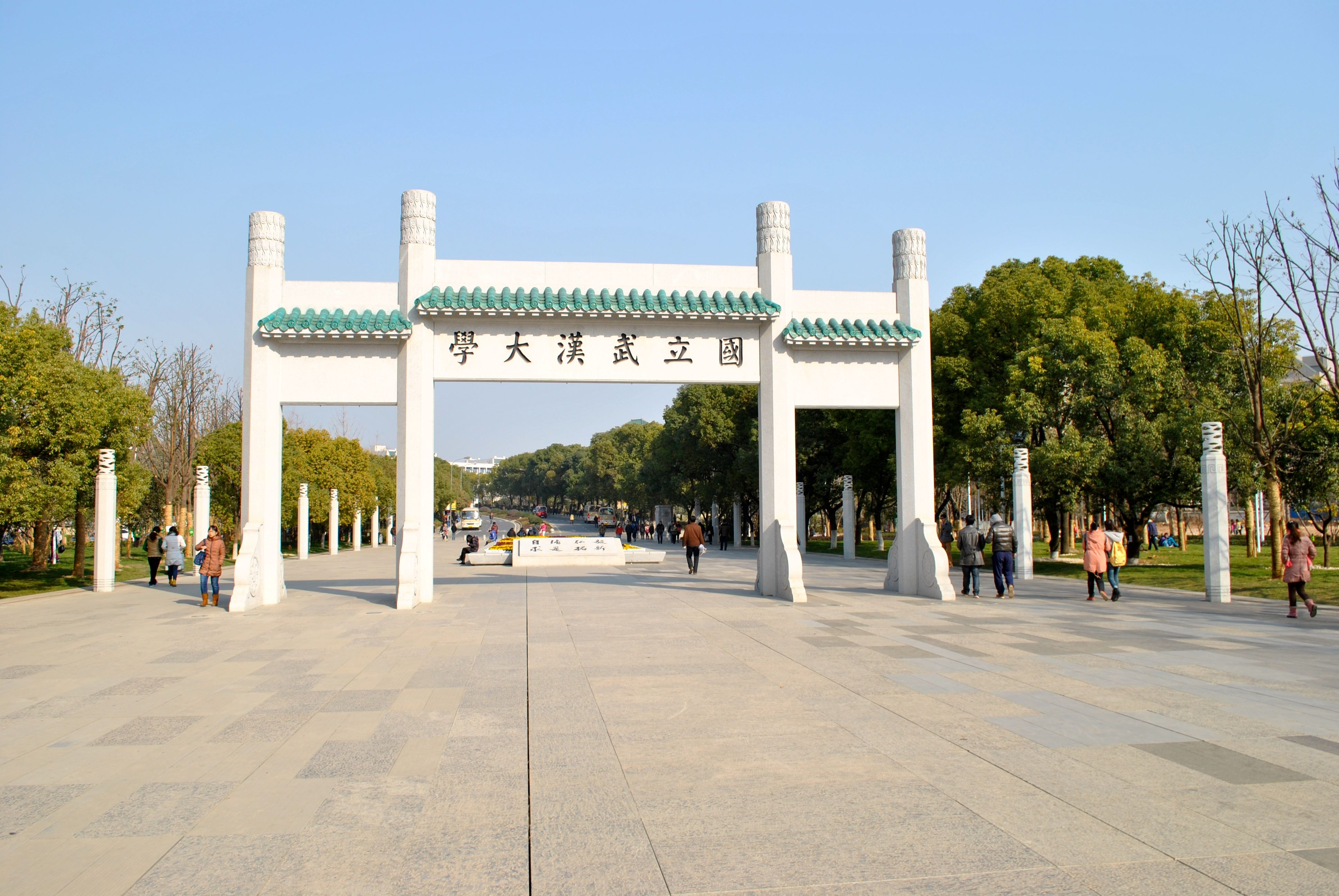
武汉大学新校门 2013-

- 武汉大学的第一座牌坊是一座精美的木质牌坊，但在建成次年即毁于龙卷风。关于该牌坊的建造时间缺乏确切记载，一般认为1931年；亦有认为根据武大历年纪念册的照片，该牌坊应于1934年6月前竣成。[50]
- 武汉大学的第二座牌坊建于约1937年夏。[50]该牌坊上正面的“国立武汉大学”六字，目前较可信的说法是由时任武大数学系教授的萧君绛书写；背面的“文法理工农医”篆字，则为中文系教授刘赜所书。文革期间，“国立武汉大学”六字为毛体“武汉大学”四字所代。至1983年70年校庆时，又换回“国立武汉大学”，由书法家曹立庵书写。该牌坊正对武珞路，是一段时间以内武大的校门。后校门后移1.5公里左右至现有位置，此牌坊便栖身于武珞路与珞珈山路交会处的街道口劝业场闹市中直至今日，周围环境不佳，生存状态堪忧。[51]
- 武汉大学的第三座牌坊（即“93版”），是1993年武大举行百年校庆前夕，由深圳校友会及其他海内外校友会集资，仿造街道口老牌坊而建。牌坊前后面所刻文字均保留老牌坊样式。[51]至2012年，为进行八一路地下通道施工，并重新规划校门前布局，该牌坊于10月9日被现场拆除分解。[52]
- 现在的校门牌坊是第四代建筑，于2013年9月8日落成。该牌坊亦按街道口老牌坊复制，并按老版:新版＝1:1.120的比例进行了放大（寓意建校120周年）。[53]牌坊位置与93版相比向校内后退10多米，但仍位于珞珈山路-武汉大学校园的中轴线上。[54]

### 校址变迁
- 武昌东厂口 1913年11月-1932年3月
- 武昌珞珈山 1932年3月-1938年7月
- 四川乐山 1938年4月-1946年10月
- 武昌珞珈山 1946年10月-

### 校徽
- 根据制作
- 根据制作
- 武汉大学校徽（1993年版）

武汉大学现用校徽为武汉大学1993年庆祝百年校庆时设计的图案，由武汉大学标志性建筑物——老图书馆线条造型、武汉大学前身自强学堂创办时间、武汉大学中英文校名等元素组合而成。2022年，武汉大学对1993版校徽进行优化，颁布了新版本。
国立武汉大学时期闻一多设计的校徽见右。该校徽的图案及其变体目前仍被校内一些机构或师生团体非正式地使用。

### 校训
目前，武汉大学的校训沿用1993年的版本：自强（语出《周易》“天行健、君子以自强不息”） 弘毅（语出《论语》“士不可以不弘毅，任重而道远”） 求是（语出《汉书》“修学好古，实事求是”）拓新。
在武大早期阶段有其他校训：
- 国立武昌高等师范学校的校训是：朴、诚、勇。
- 国立武汉大学时期的校训是：明、诚、弘、毅。

### 校歌
根据2014年7月公布施行的《武汉大学章程》，武大的校歌是1998年征集的版本：

东湖之滨，珞珈山上，
这是我们亲爱的学堂。
百年沧桑，弘毅自强，
根深叶茂育桃李，满园芬芳。
啊，美丽的珞珈山，
多少雄鹰竞翱翔。
扬帆长江，奔向海洋，
这是我们成长的地方。
德业并进，求是拓新，
大同寰宇向未来，我创辉煌。
啊，心中的珞珈山，
今朝多磨砺，明日作栋梁。

在武大早期阶段有其他校歌，其中国立武昌高等师范学校和国立武汉大学的校歌流传较广。
国立武昌高等师范学校的校歌是：

乾坤清旷，师儒道光，国学建武昌。
镜湖枕麓，屏城襟江，灵秀萃诸方。
东西南朔，多士跄跄，教学益相彰。
朴诚有勇，陶铸一堂，学盛国斯强。

国立武昌高师校歌使用的曲调是著名的安妮·莱尔，该曲调被同期中国的诸多大学和中学所使用。
国立武汉大学的校歌是：

黄鹄一举兮，知山川之纡曲；
再举兮，知天地之圆方。
试选珞珈胜处，安置百亩宫室，
英隽与翱翔。
藏焉修焉，息焉游焉；
鸡鸣风雨，日就月将。
念茫茫宙合，悠悠文物；
任重道远，来日亦何长。
努力崇明德，及时爱景光。
这是何淑英版校歌的读法，另有袁恒昌校友提供的歌词，但据比较，袁版的旋律和歌谱可能发生了错位。

目前，国立武昌高师校歌仍然时常作为非正式校歌得到校内学生艺术团体等的公开演唱，但至于国立武汉大学校歌，除武汉大学人文爱乐合唱团曾于2015年重新录制一版外，几乎不再演唱。在武汉大学校史馆（老图书馆）相应展厅内可听到作为背景音乐的两首校歌。

### 校庆
1992年以前，武汉大学官方认可的前身为1913年的国立武昌高等师范学校。1992年，武汉大学官方决定追溯自强学堂为前身来举行100周年校庆。1993年11月29日，武汉大学举行百年校庆，由此成为中国第一所举办百年校庆的大学，在国内外引起轰动。江泽民、李鹏等中国领导人为武大题词祝贺百年校庆。美国哈佛大学、耶鲁大学、日本东京大学等47所世界著名大学和国内兄弟院校的校长、代表参加庆典或来电来函致贺。
2000年武汉大学与周边三所高校进行了合并与重组，自1950年代被拆分后终于重新成为学科全面的综合大学。2003年合并后的武大举行了110周年校庆。
2003年11月29日，武大隆重举行110周年校庆大典。李鹏、李岚清、彭云、蒋正华、霍英東等分别题词祝贺。校庆以“聚焦校友、弘扬学术”为主题，体现“改革、务实、隆重、俭朴”的原则。前后共举办了重大国际学术会议22场、国内重要学术会议26场，学术讲座320场。商务印书馆出版了武汉大学古籍研究所专家花费18年心血完成的鸿篇巨制《故训汇纂》。
- 1893年，自强学堂建立日 （11月29日，办学源头）
- 1913年，武昌高师开学日（11月2日）（11月29日武昌军官学校校产移交，正式迁入）
- 1928年，国立武汉大学开学（10月31日）
- 1963年，50周年校庆（11月15日）
- 1983年，70周年校庆（11月15日）
- 1993年，100周年校庆（11月29日）
- 2003年，110周年校庆（11月29日）
- 2013年，120周年校庆（11月29日）

## 办学现状

### 基本情况
武汉大学现有专任教师3700余人，其中正副教授2700余人，包括中国科学院院士9位，中国工程院院士7位，欧亚科学院院士3位，人文社科资深教授9位；22人次“973项目”（含国家重大基础研究计划）首席科学家、6位“863项目”计划领域专家、7个国家创新研究群体、56位国家杰出青年科学基金获得者、15位国家级教学名师、23位国家新世纪“百千万人才工程”入选者、62位“长江学者奖励计划”特聘教授、24位“长江学者奖励计划”讲座教授人数、9个“长江学者和创新团队发展计划”创新团队。

### 排名声誉
2010年代中期以后中国和国际各大评价体系中，武汉大学居中国内地前十位，2022年起在国际四大主要排名体系（QS世界大学排名、泰晤士高等教育世界大学排名、世界大学学术排名和U.S. News全球大学排行榜）中全部进入世界前200位，如在2023年QS世界大学排名中，武汉大学位居中国大陆第8位，世界第197位；在2022年泰晤士高等教育世界大学排名中位列中国内地第8位，世界第157位。在2022年度泰晤士高等教育新兴经济体大学排名中居中国内地第8位。在2024年世界大学学术排名中，武汉大学位居世界第89位、中国内地第10位，首次在国际四大主要排名体系中进入世界前100位。

### 院系设置
武汉大学设有人文科学、社会科学、理学、工学、信息科学、医学六大学部。其中，人文科学、社会科学、理学三个学部来自2000年四校合并前的武汉大学，在地理上更常用的称呼是“文理学部”，工学部是在原武汉水利电力大学的基础上建立的，信息科学学部是在原武汉测绘科技大学的基础上建立的，上述五个学部在2000年合校后再次连为一体。医学部是在原湖北医科大学的基础上建立的，隔东湖与校本部相望。管理本科生的有本科生院（原教务部），管理研究生的有研究生院。

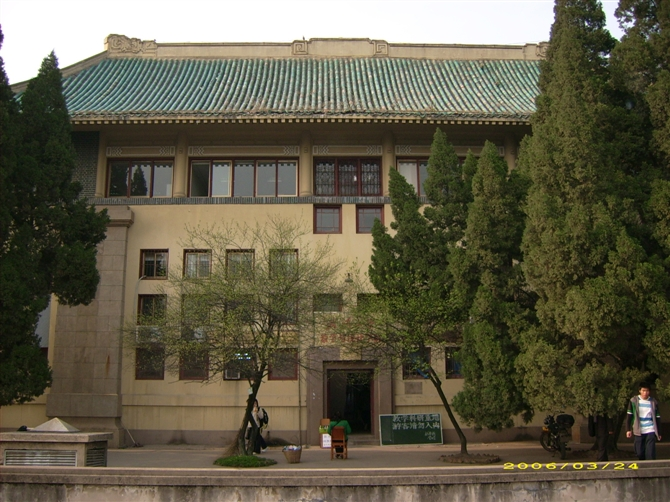
数学与统计学院（原国立武汉大学文学院）
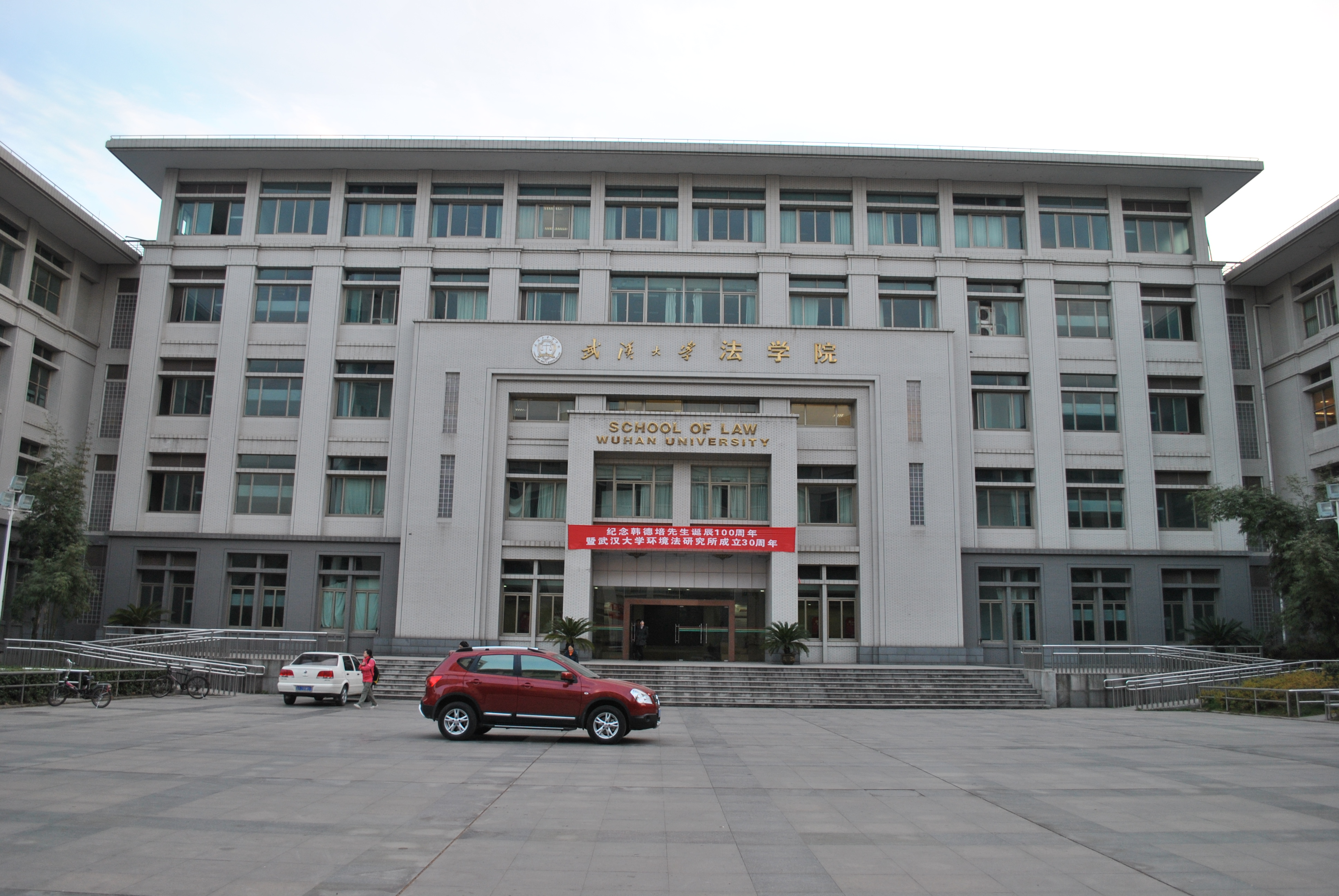
法学院
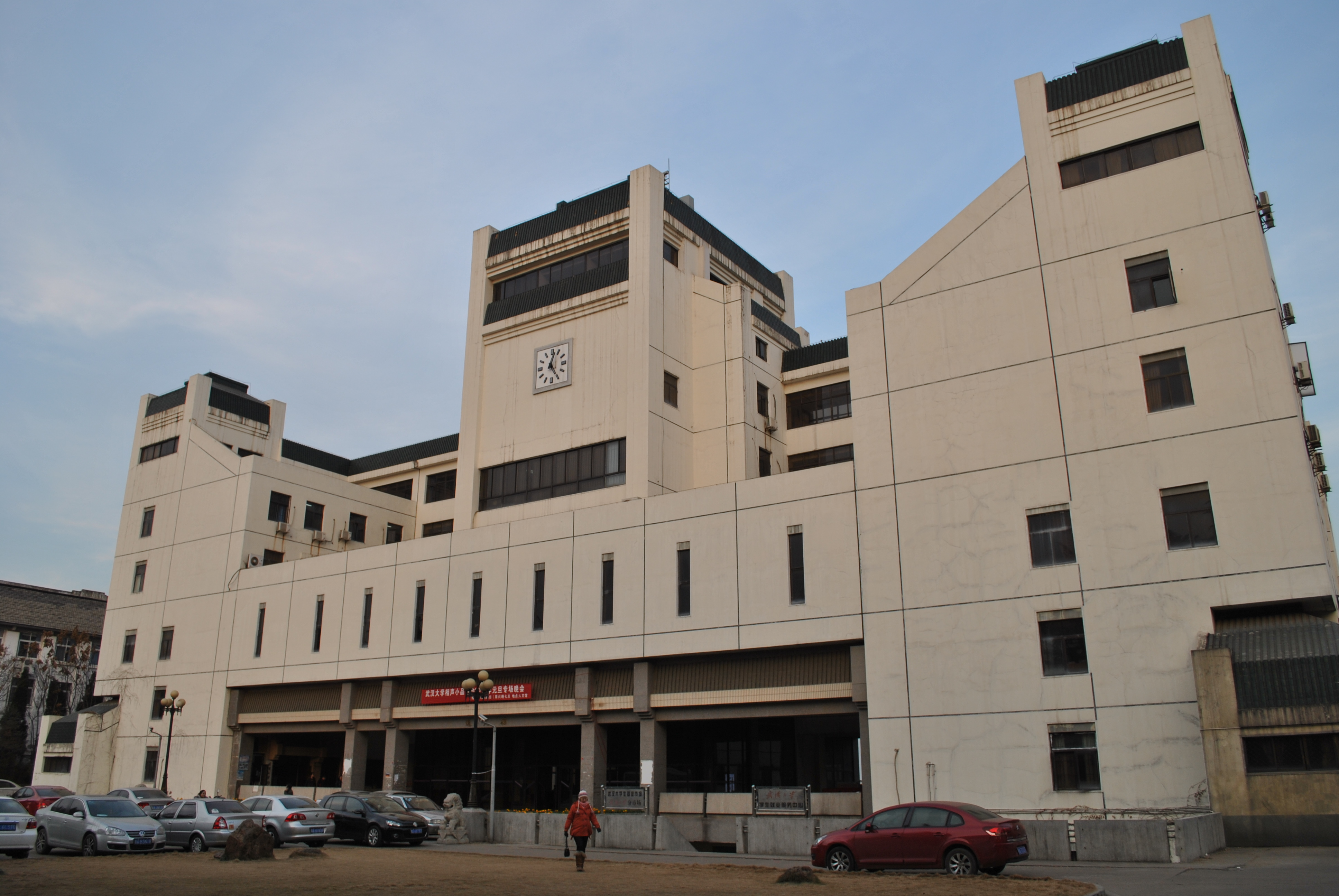
逸夫楼，政治与公共管理学院、艺术学院
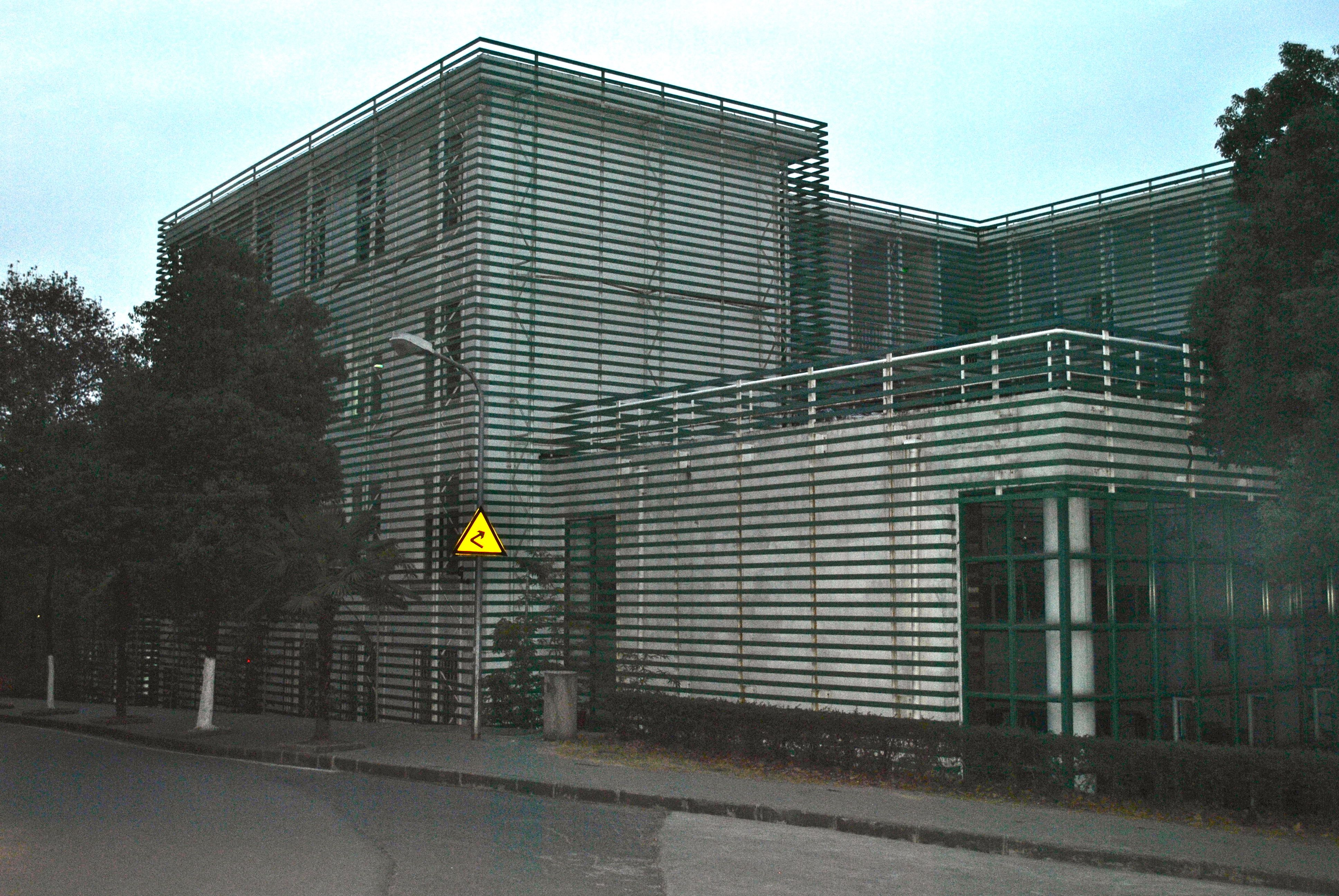
城市设计学院
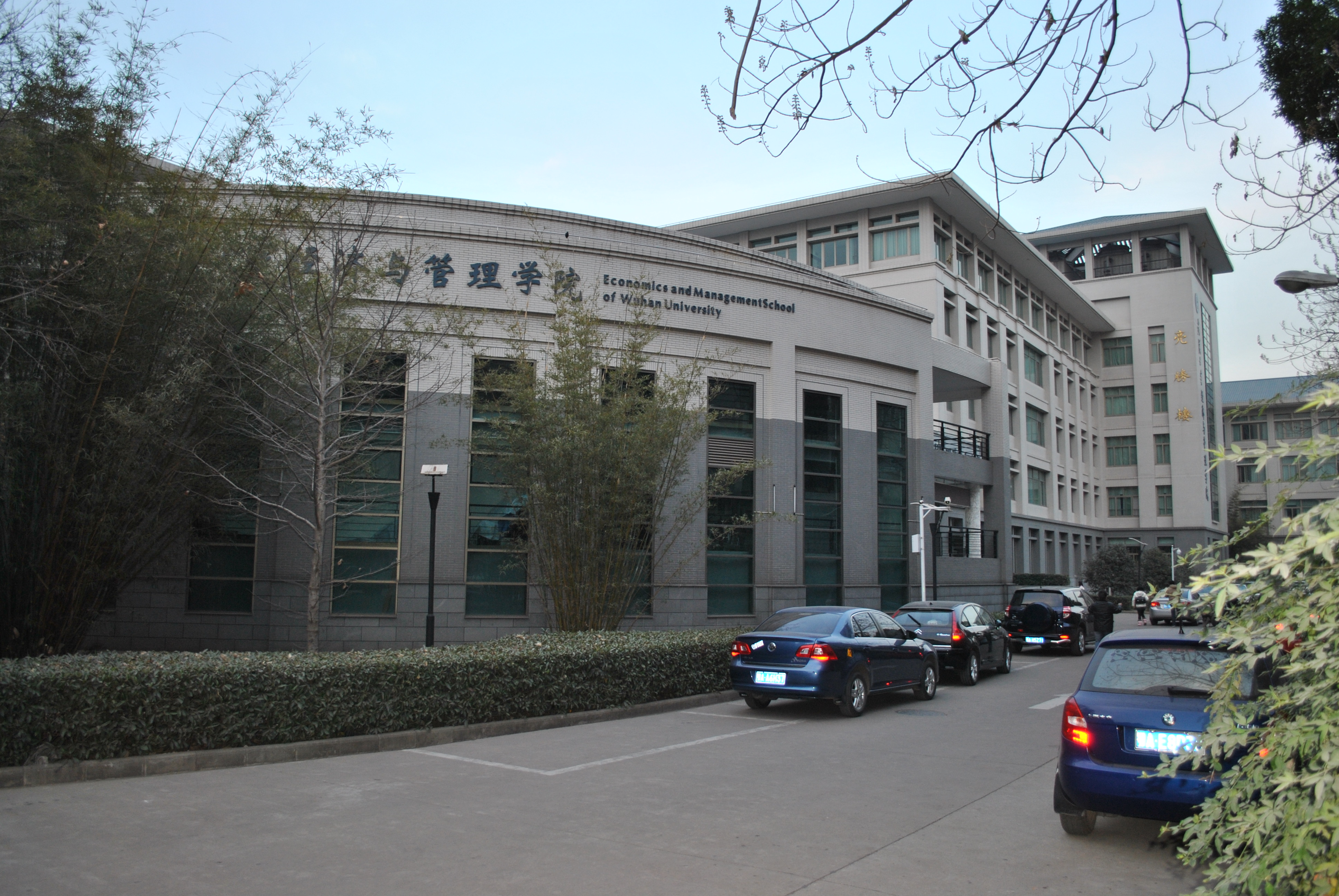
经管学院（原商学院）
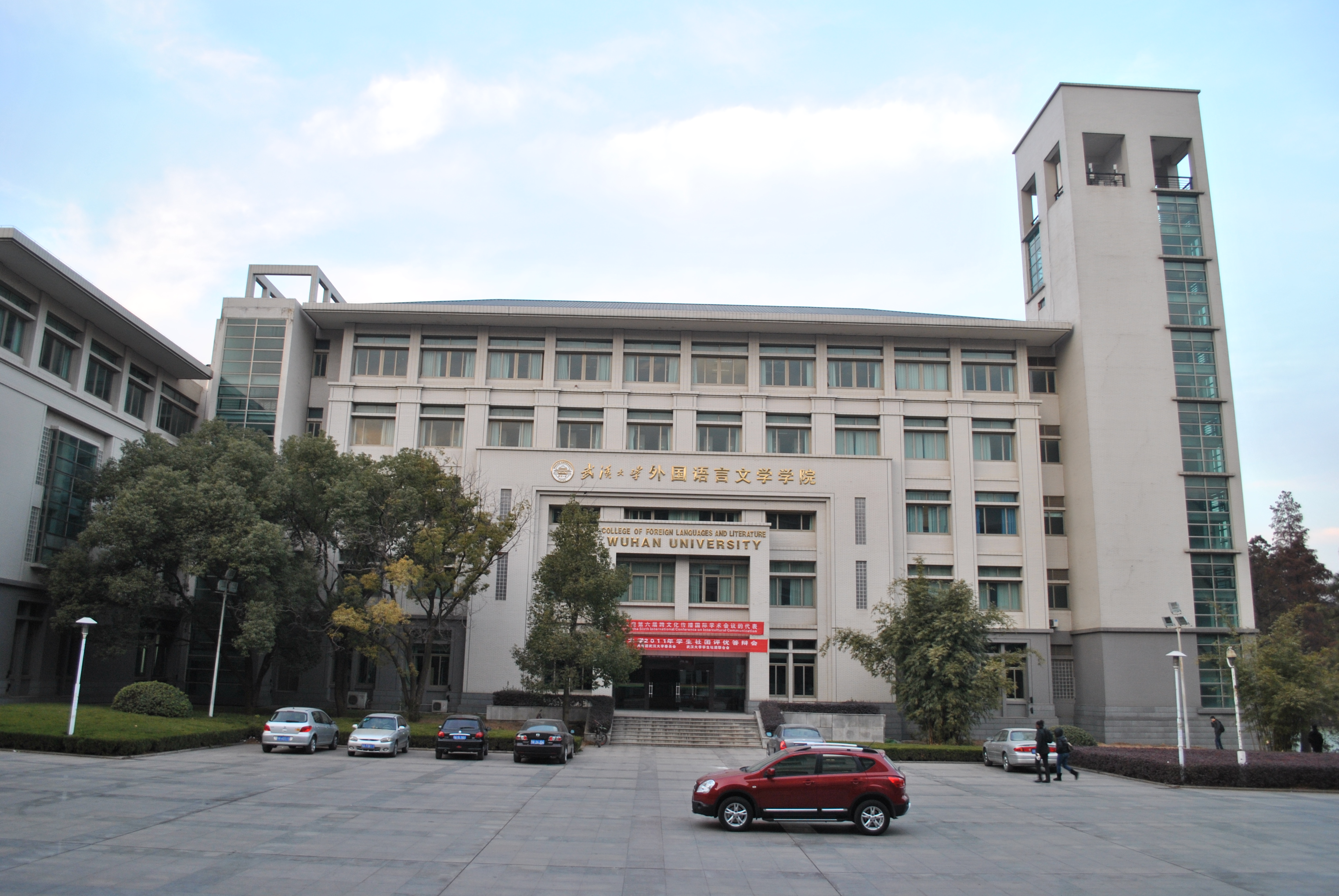
外语学院
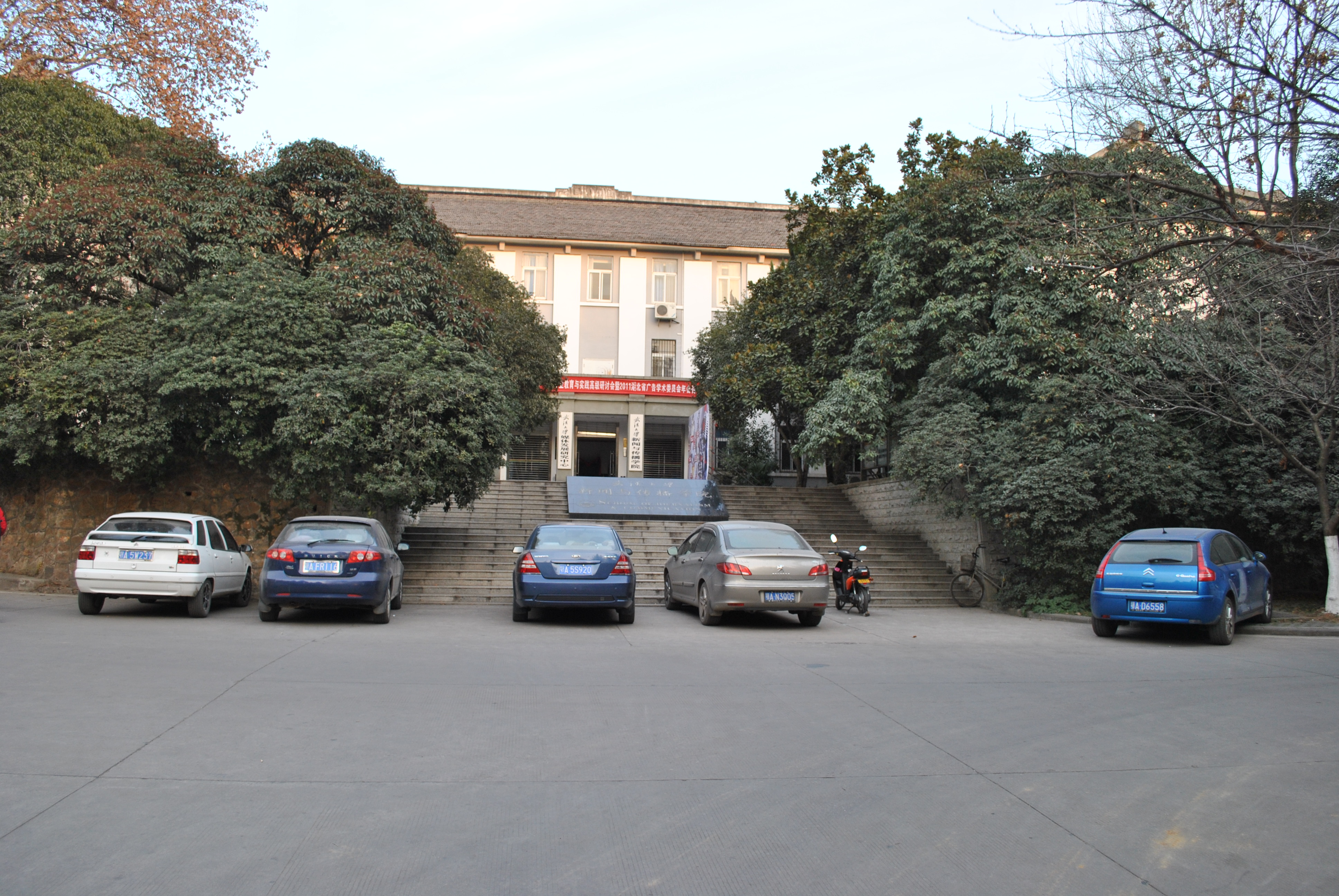
新闻与传播学院
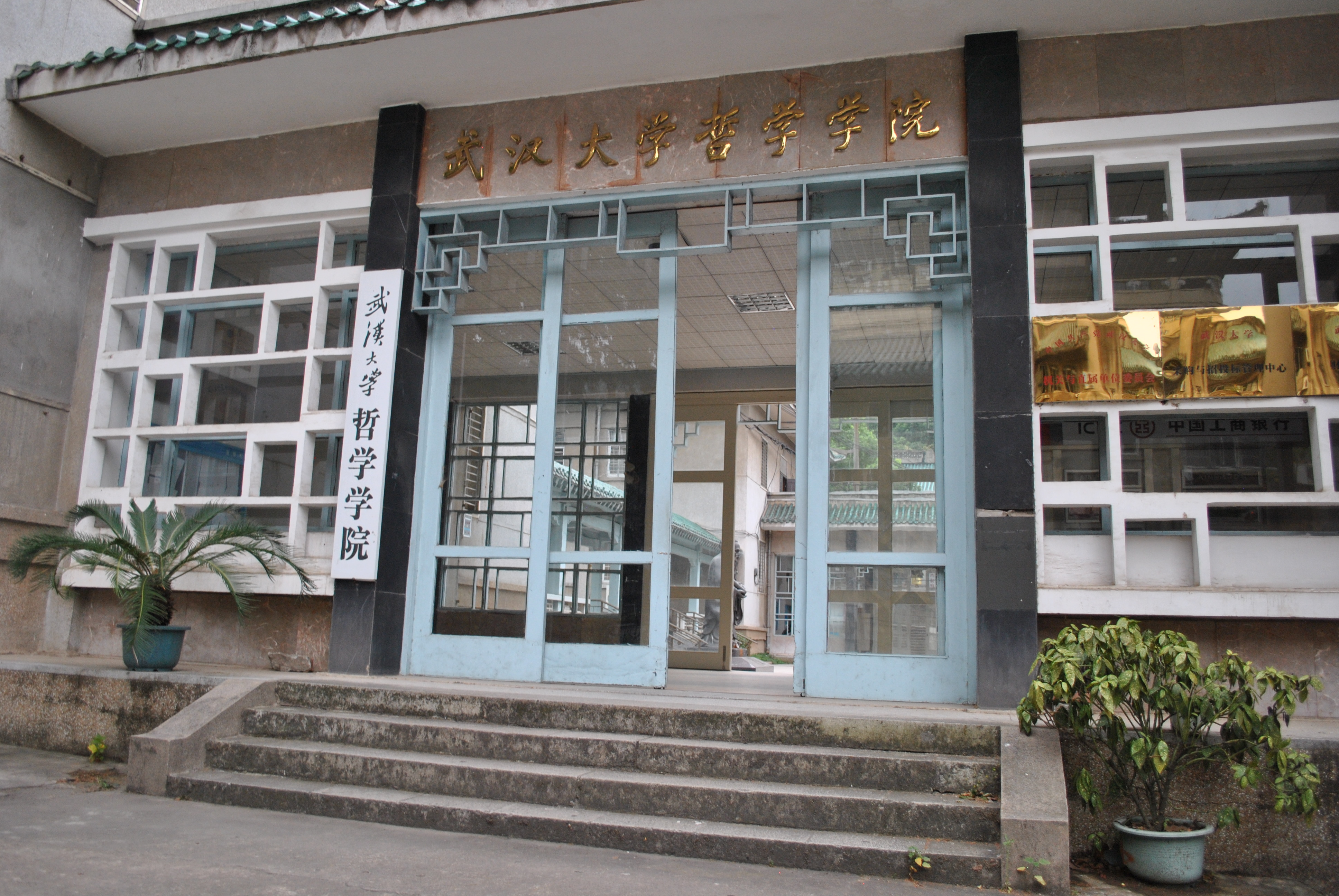
城市设计学院专业教学楼（原哲学学院）

### 学科专业
武汉大学学科涵盖了哲学、经济学、法学、教育学、文学、历史学、理学、工学、农学、医学、管理学、艺术学共12大门类。现有119个本科专业，296个学科专业获得硕士学位授予权，43个一级学科和248个二级学科获得博士学位授予权，32个博士后科研流动站，52个国家重点学科及国家重点（培育）学科（含5个一级国家重点学科，覆盖29个二级学科，另有17个二级学科为国家重点学科，6个学科为国家重点（培育）学科）。
- 武汉大学国家级重点学科（含培育学科）涵盖哲学、中国史、世界史、中国语言文学、外国语言文学、理论经济学、应用经济学、法学、马克思主义理论、政治学、公共管理、图书情报与档案管理、数学、物理、化学、地理学、地球物理、生物学、计算机科学与技术、水利工程、测绘科学与技术、临床医学、口腔医学共24个一级学科领域，展示出强大的学科实力。
- 一级国家重点学科（5个）[83]：理论经济学，生物学，水利工程，测绘科学与技术，图书情报与档案管理。
- 二级国家重点学科（17个）马克思主义哲学，中国哲学，金融学，环境与资源保护法学，国际法学，马克思主义基本原理，中国现当代文学，中国古代史，世界史，基础数学，凝聚态物理，无线电物理，分析化学，地图学与地理信息系统，计算机软件与理论，口腔基础医学，社会保障
- 国家重点（培育）学科（6个）[84]宪法学与行政法学，思想政治教育，中国古代文学，法语语言文学，空间物理学，内科学（心血管病）。
- 湖北省重点学科（共计36个一级学科，不含5个一级国家重点学科）[85]

- 博士后科研流动站（32个）[86]：中国语言文学、历史学、哲学、新闻传播学、图书馆情报与档案管理、理论经济学、应用经济学、工商管理、管理科学与工程、法学、政治学、马克思主义理论、公共管理、数学、物理学、化学、生物学、环境科学与工程、地理学、地球物理学、信息与通信工程、计算机科学与技术、测绘科学与技术、电气工程、动力工程及工程热物理、水利工程、土木工程、基础医学、临床医学、口腔医学。

### 教学基地和国家精品课
武汉大学是全国首批可自主设置本科专业的6所高校之一。武汉大学现有13个国家级教学团队，15名国家级教学名师，71门国家级精品课程，61门国家级精品资源共享课，14门国家级视频公开课;有29个国家级特色专业建设点，6个国家级人才培养模式创新实验区，10个国家实验教学示范中心，10个国家基础科学人才培养基地和1个国家大学生文化素质教育基地，均列全国高校前列。在2014年第七届国家高等教育教学成果奖评选活动中，武汉大学荣获一等奖3项，二等奖6项(其中1项为合作完成)，一等奖数与清华大学并列全国第一，获奖总数位列全国高校第三。这些均凸显了武汉大学本科教学在全国的领先地位。武汉大学还入选中国教育部主导的“基础学科拔尖学生培养试验计划”（即“珠峰计划”），并设立专门机构武汉大学弘毅学堂选拔横跨文理共计7个专业的顶尖生源进行特别培养。武汉大学还有15个专业入选卓越人才教育培养计划（包含“卓越医生教育培养计划”、“卓越律师教育培养计划”和“卓越工程师教育培养计划”三大类）：
- 国家基础科学研究与教学人才培养基地（10个）[88]：哲学、经济学、历史学、数学、物理、化学、地理、生物学、生物科学与技术、人文科学试验班。
- 国家级实验教学示范中心（10个） ：化学、生物学、新闻传播学、物理、电工电子、水利水电工程、经济与管理、测绘、遥感信息工程、图书情报。
- 国家级人才培养模式创新实验区（6个）：国际数理经济与数理金融实验班、信息化测绘人才培养模式创新实验区、历史学人才培养模式创新实验区、生命科学与技术复合型人才培养模式创新实验区、理论经济学高端人才培养模式改革与创新实验区、多媒体时代记者型主持人培养模式创新实验区。
- 国家级虚拟仿真实验教学中心（3个）：医学、电力生产过程、网络安全。
- 卓越人才教育培养计划相关专业（15个）[89]： 临床医学（5年）、临床医学（5+3即五年医学本科教育加三年住院医师规范化培训）、土木工程、水利水电工程、测绘工程、遥感科学与技术、能源与动力工程、电气工程及其自动化、电子信息工程、计算机科学与技术、软件工程、印刷工程、环境工程、建筑学、法学。
- 国家级工程教育实践中心（7个）先进发电技术（与广东粤电集团合建）、光电系统（与湖北华中光电科技公司合建）、测绘工程（与北京东方道尔信息技术公司合建）、土木工程（与中铁十一局集团合建）、计算机科学与技术（与深圳天源迪科信息技术公司合建）、水利水电工程（与长江三峡集团公司合建）、地理信息系统（与中国地图出版社合建）
- 根据“珠峰计划”设立的武汉大学弘毅学堂下设专业（7个）：数学、物理学、化学、生物学、计算机、数理金融和数理经济、国学。
- 国家工科基础课程教学基地（1个）：电工电子。
- 国家精品课程（71个）[90]：

中国哲学史，西方哲学史，西方文化概论，宗教学概论，西方经济学，世界经济概论，金融工程，法理学，国际公法，国际私法，马克思主义基本原理概论，马克思主义哲学原理，马克思主义哲学原理（两课类），毛泽东思想、邓小平理论和“三个代表”重要思想概论，中国现当代文学史，大学英语，新闻采访学，中国古代史，中国近现代史纲要，世界近代史，实变函数与泛函分析，海商法，误差理论与测量平差基础，数学物理方法，无机化学，分析化学，物理化学，生物化学，大学化学实验，环境化学，地理信息系统，生命科学导论，动物生物学，微生物学，分子生物学，精密机械设计，电气工程基础，电磁场理论，数值分析，微机系统与接口技术，编译原理，数字图像处理，密码学，混凝土结构与砌体结构，水力学，工程水文学，水利工程施工，测绘学概论，摄影测量学，大地测量学基础，物理大地测量学，遥感原理与应用，GPS原理及其应用，化学工程基础，印刷概论，口腔生物学，牙体牙髓病学，管理学，广告经营学，人力资源管理，行政学原理，公共管理学，社会保险，信息管理学基础，信息检索，信息资源建设，信息服务与用户，信息计量学，土地信息系统，目录学概论，电子文件管理。
- 国家大学生文化素质教育基地（1个）。

### 科研机构
武汉大学拥有1个国家高端智库，7个国家人文社会科学重点研究基地，4个国家重点实验室，2个国家工程技术研究中心，2个国家野外科学观测研究站，12个教育部重点实验室，5个教育部工程技术研究中心。另有国家测绘局重点实验室7个，国家测绘局工程研究中心2个。湖北省重点实验室18个，湖北省工程研究中心11个。以及其他部级重点实验室3个。
武汉大学在高等学校创新能力提升计划中获批牵头或参与三个协同创新中心的建设，同时有若干协同创新中心正在建设中。
- 国家高端智库（1个）：国际法研究所、另有中国边界与海洋研究院已于2017年被纳入新增国家高端智库培育名单[91]：
- 国家人文社会科学重点研究基地（7个）[92]：信息资源，社会保障，国际法，环境法，中国传统文化，经济发展，媒体发展。
- 国家重点实验室（4个）[93]：测绘遥感信息工程，水资源与水电工程科学，病毒学（与中国科学院武汉病毒研究所合办），杂交水稻国家重点实验室（与湖南杂交水稻研究中心共建）。
- 国家工程技术研究中心（2个）[93]：多媒体软件，卫星定位系统。
- 国家野外科学观测研究站（2个）:湖北梁子湖湖泊生态系统，大气遥感（武汉）。
- 教育部重点实验室（11个）：人工微结构，生物医学分析化学，生物医用高分子材料，地理信息系统，地球空间环境与大地测量，水力机械过渡过程，空天信息安全与可信计算（B类），卫星导航与定位（B类），口腔生物医学，组合生物合成与新药发现，水工岩石力学。
- 教育部工程研究中心（5个）:有机硅化合物及材料，时空数据智能获取技术与应用，建筑物检测与加固，植物生物技术与遗传资源利用，雷电防护与接地技术。
- 国家测绘局重点实验室（6个）:导航与位置服务，数字制图与国土信息应用工程，极地测绘科学，地球物理大地测量，地理国情监测，精密工程与工业测量。
- 国家测绘局工程研究中心（2个）:地理空间信息与数字技术，空间信息智能感知。
- 湖北省重点实验室（19个）:核固体物理，多媒体网络通信工程，过敏及免疫相关疾病，化学电源材料与技术，雷达与无线通讯技术，有机高分子光电功能材料，心血管病，生物质资源化学与环境生物技术，流体机械与动力工程装备技术，岩土与结构工程安全，肿瘤生物学行为，消化系统疾病，肠病，水射流理论与新技术，移植医学技术，发育源性疾病，计算科学，口腔医学,细胞稳态。
- 湖北省工程研究中心（10个）:氨基酸，光谱与成像仪器，莲藕种植，公共财政和经济运行大数据，环境修复材料，人居环境工程，有机氟类药物，文物颜色信息数字化与虚拟再现，空间信息智能处理，城市综合防灾和消防救援。
- 农业部重点实验室：籼稻杂种优势研究与利用
- 中国冶金地质总局重点实验室：地球空间信息工程
- 原国家电力公司重点实验室：高电压与绝缘技术
- 高级综合研究机构（5个）：高级研究中心、国际问题研究院、医学研究院、高等研究院、工业科学研究院。
- 高等学校创新能力提升计划（获批三个，其中二个为牵头单位，另有多个正在申报）：
- 已获批中心：地球空间信息科学协同创新中心（武汉大学为牵头单位） 、国家领土主权与海洋权益协同创新中心（武汉大学为牵头单位）、司法文明协同创新中心（武汉大学为协同单位）
- 在建设中心：“两型社会”建设协同创新中心、生物医用材料2011协同创新中心、马克思主义理论与中国实践协同创新中心、农业高效用水协同创新中心、中国金融发展与金融安全协同创新中心、电动汽车与分布式能源协同创新中心等。

### 其他机构
- 附属医院：人民医院，中南医院，口腔医院。[94]
- 馆藏设施：中国高等教育文献保障系统华中地区中心、图书馆，标本馆，档案馆，中国典型培养物保藏中心，万林艺术博物馆。
- 附属学校：附属小学，附属中学。

### 招生就业
因为湖北省内考生倾向于报考本地院校，武汉大学在湖北的分数线往往远高于其在其他省份的分数线。
2016年，武汉大学共有普通本科毕业生7219人。截至12月10日，全校本科生就业总落实率为96.51%，其中国内升学毕业生为2719人，出国深造毕业生为1403人，共计4122人，占毕业生人数的57.1%。实际参加就业的毕业生为2845人，其中签约就业的人数为2356人，灵活就业的人数为489人。
如今武汉大学在中国大陆31个省、直辖市、自治区招收本科生和研究生。武大的华侨、港澳台学生有1022人，数量位居全国前列。武大现有来自世界上70多个国家的1422名留学生，人数在华中地区高校中稳居首位。

## 国际交流

### 概况

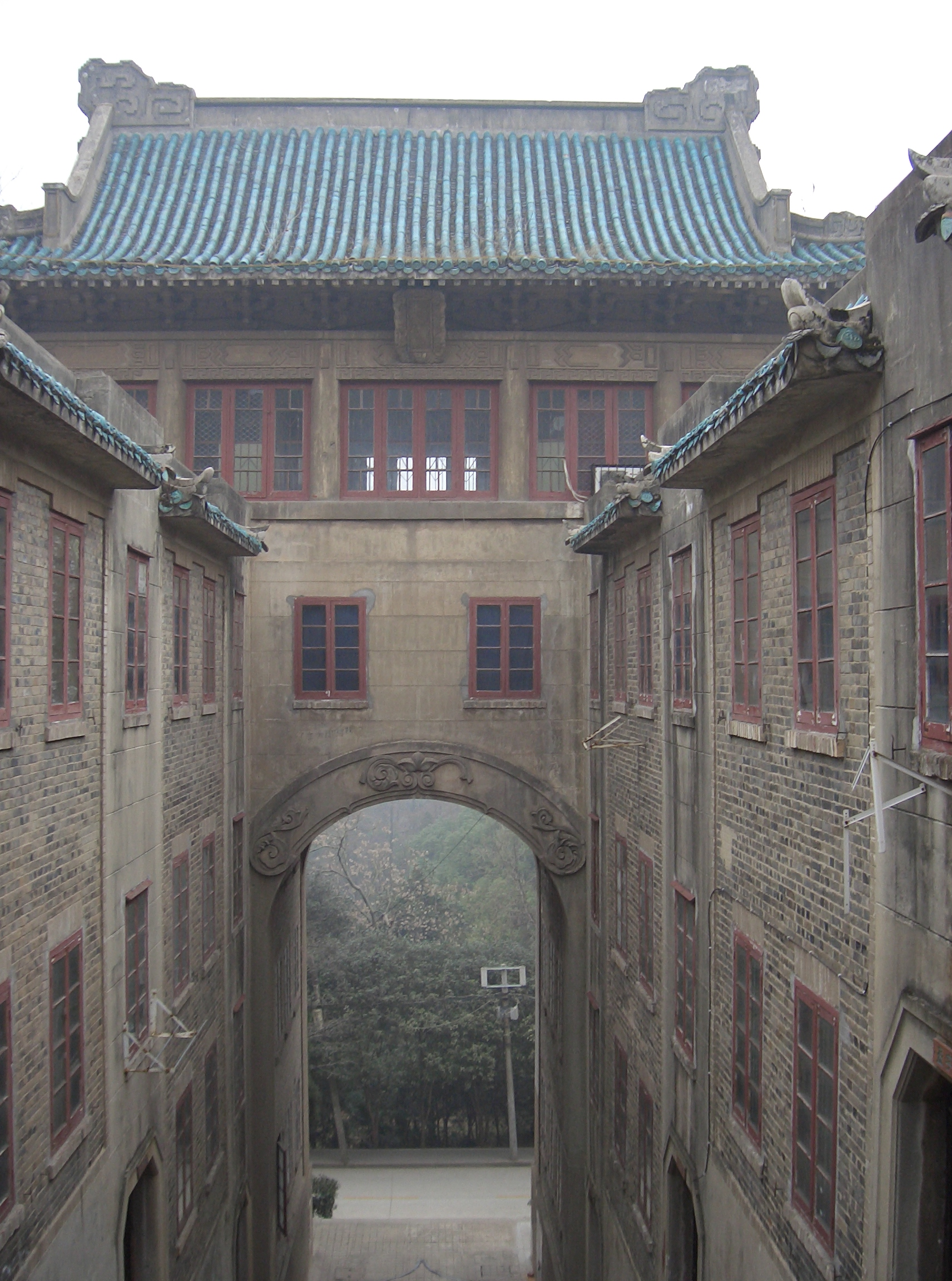
武汉大学老斋舍

武汉大学与美国、加拿大、法国、英国、德国、意大利、比利时、奥地利、澳大利亚、日本、新加坡等60多个国家的300多所大学、科研机构建立了长期合作交流关系，与哈佛大学、耶鲁大学、斯坦福大学、牛津大学、剑桥大学、东京大学、多伦多大学等200多所大学签订了长期合作交流协议。其中，武汉大学与法国和美国的合作交流较为密切。
此外，武汉大学先后与法国巴黎第七大学、美国匹兹堡大学、德国杜伊斯堡-埃森大學和英国阿伯丁大学共建了四所孔子学院。

### 与美国
美国芝加哥大学在美国联邦政府的资助下对1999年至2003年五年间美国博士学位获得者的本科毕业院校进行了分析，结果显示，武大同北京大学、清华大学、中国科学技术大学、复旦大学、南京大学、浙江大学一起成为了获得美国博士学位最多的中国大学。

1948年10月，应时任武汉大学校长周鲠生邀请，美国哈佛大学法学院院长罗斯科·庞德来珞珈山武汉大学访问、讲学半年。
1986年9月，时任武汉大学校长刘道玉应美国耶鲁大学校方邀请，参加美国耶鲁大学第20任校长贝诺·施密德特就职典礼，并和耶鲁大学签定交流协议，两校结为姊妹学校。
2004年，武汉大学校友黄彰任捐巨资在美国斯坦福大学设立“武汉大学—斯坦福大学黄彰任基金会（C.J. & Ha Lin Yip Huang Graduate Biomedical Scholars Fund）”资助武汉大学学生前往美国斯坦福大学深造。
2007年5月，武汉大学和美国匹兹堡大学合作成立的孔子学院正式成立，这是美国宾夕法尼亚州的第一所孔子学院，2008年及2010年，该孔子学院两次被国家汉办评为优秀孔子学院。
2007年12月，时任武汉大学校长刘经南率团访问美国斯坦福大学、加州大学伯克利分校、伊利诺伊大学香槟分校、俄亥俄州立大学、匹兹堡大学等大学，并签定了一系列学术交流协议。
2008年6月，美国常春藤八所盟校的学生领袖代表，美国哥伦比亚大学学生会主席兼此次代表团团长George Krebs、耶鲁大学首席学生代表Krystal Flores等来自哈佛大学、耶鲁大学、普林斯顿大学、宾夕法尼亚大学、哥伦比亚大学、康奈尔大学、达特茅斯学院、布朗大学的学生会主席们访问武汉大学。
2008年10月，武汉大学医学院和美国芝加哥大学医学中心正式签署了医学教育改革合作协议，期约5年。武汉大学医学院成立专门“教学改革领导小组”和“教学改革专家指导小组”，美国芝加哥大学医学中心设立专门协调办公室、包括6人的专家小组以及25名教师团队。
2011年2月，美国杜克大学宣布，将跟武汉大学合作在江苏昆山建设分校。
2011年11月，美国驻华大使骆家辉访问武大。
2014年5月，美国驻华大使马克斯•博卡斯访问武大。
2022年6月12日，美國駐華大使伯恩斯（Nick Burns）訪問武大。

### 与法国
据法国驻华大使馆统计，武汉大学学生留学法国的总人数居全国之冠。
1964年，中法两国建交后，中国总理周恩来和法国总统戴高乐将军商定，把武汉列为中法两国合作交流的基地城市之一，从此武汉大学恢复了与法国的联系。1979年，中法两国签署了政府间教育文化交流计划，决定首先把武汉大学作为两国政府教育文化合作的重点单位。1980年，法国外交部又与武汉大学签署了自中国改革开放后中法两国在教育文化领域的第一个合作备忘录。由此拉开了武汉大学与法国相关部门、机构和组织在教育、文化、科学、技术、经济、医疗等多层次合作的序幕。
现在，武汉大学开展的中法交流与合作覆盖了人文社会科学、理学、工学、医学，成为与法国联系最紧密、合作最广泛的中国高校之一。武汉大学是拥有法国语言文学博士学位授予权的三所中国大陆地区综合高校之一。武汉大学法国问题研究所的《法国研究》杂志是中国大陆地区唯一研究法国问题的学术刊物。法国法语联盟与武汉大学合建的“武汉法语培训中心”（Alliance française de Wuhan）是法国法语联盟在中国中部经济区唯一的法语培训中心。由于武汉大学与法国合作交流众多，目前武汉大学成为留学法国人数最多的中国高校。
2005年，武汉大学与法国巴黎第七大学达成协议，决定在巴黎第七大学成立由两校共建的巴黎第七大学孔子学院，课程涉及中国语言文学、书法绘画、饮食、太极等中国传统和现代文化。2006年，巴黎第七大学孔子学院迎来首批学生。
2006年10月27日，正在中国进行国事访问的法国总统雅克·希拉克及夫人，和由法国外交部长、财政部长、设备交通部长、外贸部长、前总理、法国驻华大使等组成的政府代表团以及法国企业家和法方记者等随行人员共约200人，在中国国务委员陈至立、湖北省省长罗清泉等官员以及武汉大学校长刘经南等校方人员的陪同下，来到位于武汉大学医学部校园内的武汉大学中南医院，参观中法两国在武汉大学中南医院的医学合作项目。希拉克总统亲自为武汉大学中南医院急救中心竣工剪彩，并为中法两国在医学领域的国家级合作项目——武汉大学中法肝胆疾病研究院奠基。在演讲中，希拉克总统说，中法双方在文化与科学技术上的合作非常重要，应向中法在武汉大学进行的医疗、教育典范合作表示敬意。
2009年10月19日，法国图卢兹第三大学校长傅达立叶（Gilles Fourtanier）教授率领法国图卢兹第三大学代表团访问武汉大学。
2009年11月6日，法国巴黎十一大校长顾哈兹（Guy Couarraze）教授率领法国巴黎十一大代表团访问武汉大学。
2013年12月7日，法国总理埃罗参访武汉大学。

### 其他国家和地区
2008年4月，哈萨克斯坦总理卡里姆·马西莫夫访问武汉大学。
2014年9月，  哈萨克斯坦总理卡里姆·马西莫夫访问武汉大学。
2015年4月，香港特别行政区行政长官梁振英参观武汉大学。
2015年6月，比利时国王菲利普一行访问武汉大学。
2018年1月，英国首相特雷莎·梅上任后首次正式访华，第一站即访问武汉大学。
2023年3月30日，中華民國前總統馬英九率訪問團至武漢大學交流並召座談會。

## 历任校长

### 國立武昌高等師範學校
| 任別 | 姓名   | 任期                  |
| ---- | ------ | --------------------- |
| 1    | 賀孝齊 | 1913年7月－1914年11月 |
| 2    | 張 渲  | 1914年11月－1919年9月 |
| 3    | 談錫恩 | 1919年9月－1922年1月  |
| 4    | 張繼煦 | 1922年6月－1923年8月  |

### 國立武昌師範大學
| 任別 | 姓名   | 任期                 |
| ---- | ------ | -------------------- |
| 1    | 張繼煦 | 1923年9月－1924年9月 |

### 國立武昌大學
| 任別 | 姓名           | 任期                   |
| ---- | -------------- | ---------------------- |
| 1    | 胡庶華         | 1924年10月－1924年12月 |
| 2    | 石 瑛          | 1924年12月－1925年12月 |
| 3    | 張 廷          | 1926年2月－1926年5月   |
| 4    | 李漢俊、張繼煦 | 1926年5月－1926年10月  |

### 國立武昌中山大學
| 任別 | 姓名  | 任期                  |
| ---- | ----- | --------------------- |
| 1    | 徐 謙 | 1927年2月－1927年12月 |

### 國立武漢大學
| 任別 | 姓名   | 任期                 |
| ---- | ------ | -------------------- |
| 1    | 劉樹杞 | 1928年7月－1929年2月 |
| 2    | 王世杰 | 1929年2月－1933年4月 |
| 3    | 王星拱 | 1933年5月－1945年6月 |
| 4    | 周鯁生 | 1945年7月－1949年8月 |

### 武漢大學
| 任別 | 姓名   | 任期                   |
| ---- | ------ | ---------------------- |
| 1    | 鄔保良 | 1949年8月－1952年11月  |
| 2    | 李 達  | 1952年11月－1966年8月  |
| –    | 懸 缺  | 1966年8月－1980年6月   |
| 3    | 莊 果  | 1980年6月－1981年6月   |
| 4    | 劉道玉 | 1981年7月－1988年4月   |
| 5    | 齊民友 | 1988年4月－1992年10月  |
| 6    | 陶德麟 | 1992年10月－1996年10月 |
| 7    | 侯傑昌 | 1996年10月－2003年9月  |
| 8    | 劉經南 | 2003年9月－2008年11月  |
| 9    | 顧海良 | 2008年11月－2010年12月 |
| 10   | 李曉紅 | 2010年12月－2016年10月 |
| 11   | 竇賢康 | 2016年12月－2022年11月 |
| 12   | 张平文 | 2022年12月－今         |

## 校友

### 概况
根据校方统计范围，凡曾在自强学堂、方言学堂、国立武昌高等师范学校、国立武昌师范大学、国立武昌大学、国立武昌中山大学（包括整体并入的国立武昌商科大学、湖北省立医科大学、湖北省立法科大学、湖北省立文科大学）、国立武汉大学、武汉大学（老）（包括整体并入的私立汉口法学院、私立汉口商业专科学校、私立武昌文华图书馆学专科学校，以及中山大学、湖南大学等其他院校的部分师生）、武汉大学（包括整体并入的武汉水利电力大学、武汉测绘科技大学、湖北医科大学）学习过的学生（包括肄业生、转校生、毕业生、研究生、留学生）和工作过的教职工，均为武汉大学校友。

### 毕业生数量
截止到2004年，武汉大学在111年里培养毕业生情况如下。
- 1949年以前（含1949年）武汉大学毕业生合计4 830人。
- 1950年到2000年武汉大学毕业生合计106 118人。
- 2000年以前（含2000年）武汉水利电力大学毕业生合计84 827人。
- 2000年以前（含2000年）武汉测绘科技大学毕业生合计50 128人。
- 2000年以前（含2000年）湖北医科大学毕业生合计26 556人。

2000年四校合并时共计毕业生272 459人。
- 武汉大学2001届毕业生13 501人，2002届毕业生19 804人；2003届毕业生20 803人；2004届毕业生23 954人。

由此可得，1893年至2004年武汉大学毕业生总计350 521人，这其中只包含全日制毕业生。

### 杰出校友
武汉大学杰出校友评审委员会1997年以来评选出的在世“武汉大学杰出校友”。

### 社会评价

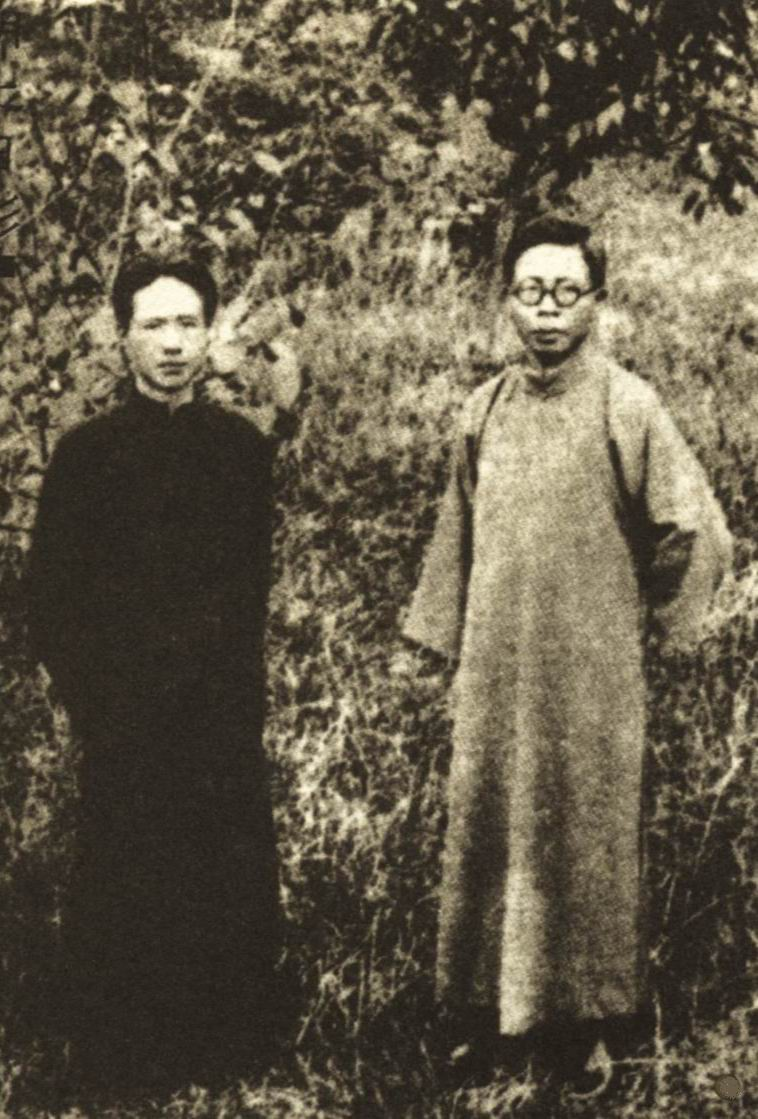
国立武汉大学前后两任校长王世杰（右）与王星拱

- 李四光：中国现在太没有建设的工作了，尤其是教育方面；现在我们要努力建设这个武大，就是让国人认清楚，建设并不是不可能或太难的事。[29]
- 胡适：你如果要看中国怎样进步，去武昌珞珈山看一看武汉大学便知道了。[29]
- 郭沫若：武昌城外的武汉大学区域，应该算得是武汉三镇的物外桃源吧。（《洪波曲》）[29]
- 刘树杞：学校学术的勃兴，大半系乎教授；而教授的聚集，也大半看学校的精神。校址——伟大学校的建筑可以说是学校发扬的场所。[29]
- 王世杰：经深思熟虑后，认为不办则已，要办就当办一所有崇高理想，一流水准的大学。......武汉市处九省之中央，相当于美国的芝加哥大都市。应当办一所有六个学院——文、法、理、工、农、医，规模宏大的大学。十年之后，学生可达万人。[29]
- 王星拱：大学的任务，在道德方面要树立国民的表率，在知识方面要探求高深的理论，在技能方面要研究推进社会进步的事业。[123]
- 周鲠生：武汉作为华中地区的重镇，武汉大学必须成为一个华中地区的学府，以容纳湖北、湖南、四川、河南、安徽......几省求学的青年，在这里去完成中国政治上、教育上、文化上的使命。......这个新大学的使命不只是一个好的普通高等教育的机关，而且要建立华中学术文化中心。......武汉大学依其环境设备规模及其所居地位，特别负有履行这个使命的义务。[29]

### 学术世家
据不完全统计，在武大工作过的名人名师家族有：
- 黄侃（中文，叔）-黄焯（中文，侄）
- 杨端六（经济，父）-袁昌英（外文，母）-杨弘远（生物，子）-杨静远（外文，女）
- 杨树达（中文，祖父）-杨逢彬（中文，孙）-杨柳岸（国学，曾孙）
- 董辅礽(经济，父)-刘蔼年（眼科，母）-董欣中（生物，子）-董欣年（生物，女）-王小凡（生物，女婿）
- 李国平（数学，父）-李工真（历史，子）-李德华（数学，子）-李工宝（数学，子）
- 查谦（物理，父）-查全性（化学，子）
- 桂质廷（物理，父）-桂希恩（医学，子）
- 李汉俊（社会，外祖父）-黄健（生物，外孙女）
- 周鲠生（法学，父）-周如松（物理，女）-陈华癸（微生物学，女婿）
- 朱裕璧（医学，父）-朱宜萱（遥感，次女）-李德仁（遥感，二女婿）
- 标本唐家

## 争议事件

### 武汉大学图书馆争议事件
2023年10月，武汉大学研究生杨某某（女）在网络上公开指称本科生肖某某（男）在图书馆对其实施性骚扰。学校随后对肖某某作出记过处分。其后，肖某某否认骚扰行为，称因皮肤病抓痒被误解，并对处分提出申诉。2024年6月杨某某起诉肖某某，指控他在公共场所违背杨某某意志持续摩擦下体，应被认定为性骚扰。2025年7月湖北省武汉经济技术开发区人民法院判决认定不能证明构成性骚扰，驳回杨某某全部诉讼请求。之后杨某某通过社交平台发表争议言论，引发社会各界广泛关注，其硕士论文也被指存在多处错误，有学术不端嫌疑。

## 参看
- 中华人民共和国教育部直属高等学校列表
- 985工程
- 211工程
- 武汉法语联盟
- 19世纪中国大学列表